# Forces armées françaises
Pour les articles homonymes, voir Forces armées françaises déployées dans le monde.
« Armée française » redirige ici. Pour les autres significations, voir Armée française (homonymie).
Les Forces armées françaises, couramment appelées l'Armée française, constituent la puissance militaire de la République française, chargée de la défense de la population, du territoire et des intérêts nationaux. Elles comprennent principalement les quatre armes (Armée de terre, Marine nationale, Armée de l'air et de l'espace, Gendarmerie nationale), les services de soutien et les organismes interarmées (dont les états-majors).
Depuis la suspension par le président Jacques Chirac du service national pour tous les Français nés après le 28 février 1979, l'Armée française est devenue une armée de métier composée de militaires d'active professionnels, de militaires réservistes (anciens militaires du service actif ou volontaires issus du civil) et de civils, représentant un effectif global d'environ 270 000 personnels militaires et civils.
La France, le Royaume-Uni et l'Allemagne sont les trois États d'Europe occidentale ayant le plus gros budget militaire en valeur absolue, bien que depuis le début des années 2010, les dépenses militaires de la Russie leur soient supérieures. En décroissance rapide dans les années 1990 et graduelle après 2000, leurs dépenses militaires sont désormais à la hausse, depuis 2017 en Allemagne et depuis 2018 en France. Une loi a d’ailleurs été votée en 2023 pour que la France retrouve sa souveraineté pour la production de matériel et de munitions de guerre. La France, le Royaume-Uni et la Russie sont les trois seuls États en Europe à posséder une force de dissuasion nucléaire. L'Armée française était classée en 2017 deuxième en Europe derrière la Russie, et cinquième au niveau mondial. Selon une étude américaine, la France restera la principale puissance militaire en Europe (hors Russie) et dans les cinq premières mondiales dans les années 2030.

## Cadre constitutionnel et juridique des forces armées
Les forces armées assurent la protection de la population, du territoire et des intérêts français contre les agressions armées et les autres menaces susceptibles de mettre en cause la sécurité nationale, dans le cadre des institutions de la Ve République et de la politique de défense et de sécurité nationale déterminée par le gouvernement. Au-delà de leurs missions premières, les forces armées participent aussi à de nombreuses missions de service public,.
L'action des forces armées s'inscrit dans le cadre des traités et des accords internationaux qui engagent la France, notamment le traité de l'Union européenne et sa politique européenne de sécurité et de défense commune, ainsi que l'Alliance atlantique et son organisation militaire, l'OTAN.

### Dispositions constitutionnelles
La constitution de la Ve République définit les principes de répartition des pouvoirs en matière de défense nationale.
De par l'article 15 de la Constitution, le président de la République est le chef des armées. Il préside le Conseil de défense et de sécurité nationale et ses formations spécialisées restreintes. Il est le garant de l'indépendance nationale, de l'intégrité du territoire et du respect des traités. Il décide l'emploi des forces et détient à cet effet la responsabilité et le pouvoir d'engager le cas échéant les forces nucléaires.
Les articles 20 et 21 de la Constitution placent les Forces armées sous la direction exclusive du Gouvernement : « le Gouvernement détermine et conduit la politique de la Nation. Il dispose de la force armée » (art. 20) ; « le Premier ministre dirige l’action du Gouvernement. Il est responsable de la défense nationale. Il nomme aux emplois militaires. Il peut déléguer certains de ses pouvoirs aux ministres » (art. 21). Le Premier ministre est le garant de l'action gouvernementale dans tout le champ de la défense et de la sécurité nationale. Il s’appuie sur le secrétariat général de la défense et de la sécurité nationale (SGDSN), qui coordonne la préparation et s’assure de la mise en œuvre des mesures concourant à la stratégie de sécurité nationale. Le ministère des Armées est responsable de la préparation et de la mise en œuvre de la politique de défense. Il est en particulier chargé de l'infrastructure militaire comme de l'organisation, de la gestion, de la mise en condition d'emploi et de la mobilisation des forces armées.
Le Parlement est associé à la définition de la stratégie de sécurité nationale. Les interventions extérieures des forces armées font l'objet d'une procédure d'information et, pour une durée supérieure à quatre mois, d’une autorisation par le Parlement en vertu de l'article 35 de la constitution.

### Dispositions législatives et réglementaires
Le code de la Défense regroupe les textes relatifs à l'organisation générale, aux missions, au personnel militaire et au fonctionnement de la défense. Il est composé d'une partie législative et d'une partie réglementaire, divisées chacune en cinq parties traitant respectivement des principes généraux de la défense, des régimes juridiques de défense, de l'organisation du ministère, du personnel militaire et des moyens administratifs et financiers.
Le ministre des Armées a autorité sur les armées, les services de soutien, les organismes interarmées et les formations rattachées,. Dans l’exercice de ses attributions, le ministre des Armées est assisté par le chef d'État-Major des armées (CEMA) pour l’organisation générale des armées, le délégué général pour l'Armement (DGA) en matière d'équipements des forces, et le secrétaire général pour l’administration (SGA) dans tous les domaines de l’administration générale du ministère.
Depuis la loi du 3 août 2009, la Gendarmerie nationale est rattachée à la fois au ministère des Armées (emplois militaires, opérations extérieures / opex, formations, discipline) et au ministère de l'Intérieur (budget, missions de police…) qui a autorité sur la direction générale de la Gendarmerie nationale. Les personnels de la Gendarmerie nationale conservent leur statut militaire et certaines formations spécialisées de gendarmerie (gendarmerie maritime, gendarmerie de l'air et de l'espace) sont placées sous l'autorité de la Défense.
Depuis 1953 la Commission Armées-Jeunesse fournit un cadre de réflexion sur les relations entre la jeunesse et les forces armées.

### Lois de programmation militaire
Tous les cinq ans depuis 1960, une loi de programmation militaire (LPM) fixe les objectifs de la politique de défense et la programmation financière qui en découle. Instaurée avec la Ve République, elle permet d'inscrire dans une vision à moyen terme les moyens des Forces armées.
Sous la présidence de Nicolas Sarkozy, la loi de programmation militaire (LPM) 2009-2014 fait suite au livre blanc de 2008. Selon la même logique, le président Hollande procède à la publication d'un nouveau livre blanc en avril 2013, qui fournit le cadre de référence à l'élaboration de la douzième LPM (LPM 2014-2019). Celle-ci est actualisée à l'été 2015 pour prendre en compte la dégradation du contexte international dans le budget 2016 de la Défense. Les attentats du 13 novembre 2015 conduisent à arrêter la diminution des effectifs des Armées et à décider des mesures additionnelles de financement lors d'un Conseil de Défense le 6 avril 2016. Le projet de la LPM 2019-2025 est rendu public en février 2018.

## Cadre stratégique des forces armées
La politique de défense concourt avec les autres politiques publiques à la stratégie de défense et de sécurité de la France, qui a pour objet d'identifier l'ensemble des stratégies de réponse aux menaces et risques qui pèsent sur la France. Les enjeux de défense et de sécurité nationale sont réévalués périodiquement afin de tenir compte des évolutions du contexte international, des menaces, des techniques et des ressources financières du pays. Depuis 2008, les deux livres blancs successifs et la Revue stratégique de défense et de sécurité nationale 2017 prennent en compte cette définition large de la défense et de la sécurité nationale, introduite en 2009 dans le code de la Défense.
La politique de défense a pour objet d'assurer la protection de la population, du territoire et des intérêts nationaux contre les agressions armées de toutes natures, conventionnelles, hybrides ou numériques. Elle définit les priorités, les missions et les moyens des forces armées, en cohérence et en synergie avec les autres politiques publiques, notamment conduites par le ministère de l'Intérieur et celui des Affaires étrangères. Elle est élaborée par le gouvernement, discutée au Parlement et formalisée dans une loi de programmation militaire (LPM) pluriannuelle.

### Livres Blancs et Revue stratégique de défense et de sécurité nationale
De 1972 à 2013, quatre livres blancs sur la défense ont été publiés. Le premier en 1972 prend en compte le choix de la France de se doter d'une dissuasion nucléaire indépendante. En 1994, le deuxième livre blanc répond aux conséquences de l'effondrement du bloc communiste en Europe et à la fin de la guerre froide. Le troisième, en 2008, prend en compte les nouvelles formes de guerre, les menaces terroristes et le développement des opérations extérieures. Le quatrième, élaboré en 2013, tire les conséquences des évolutions récentes : la montée des tensions régionales au Levant, au Moyen-Orient et en Asie, le retour de la Russie sur la scène internationale, et la montée du cyber-terrorisme,. Fin 2017, la Revue stratégique de défense et de sécurité nationale analyse les évolutions du contexte stratégique mondial, les nouvelles menaces qui pèsent sur la sécurité du pays et pose les principes de la stratégie de défense pour les prochaines années.
La stratégie de défense de la France repose depuis l'origine de la Ve République sur les grands principes édictés par le général de Gaulle puis adaptés aux évolutions du monde par les présidents successifs. L'autonomie stratégique de la France est le premier de ces principes parce qu’elle conditionne l’exercice de la souveraineté et de la liberté d’action du pays ; dans un système international marqué par l’instabilité et l’incertitude, la France veut conserver sa capacité à décider et à agir seule pour défendre ses intérêts. Condition essentielle à la crédibilité de l'action de la France et à la protection des intérêts, le maintien sur le long terme d'une dissuasion nucléaire indépendante constitue un deuxième pilier intangible de la stratégie de défense de la France. La Revue stratégique de 2017 confirme qu'elle continue de reposer sur deux composantes complémentaires, aéroportée et océanique, dont la modernisation est financée dans la LPM 2019-2025. Le troisième principe est l'inscription de l'action de la France dans la Politique de sécurité et de défense commune européenne (PSDC) et dans l'OTAN, ce qui constitue l'infléchissement le plus notable de la stratégie de défense historique du général de Gaulle.
Depuis la fin de la guerre froide, la France donne la priorité à la non-prolifération des armes nucléaires : elle signe en 1992 le traité sur la non-prolifération des armes nucléaires entré en vigueur en 1970,. Après une série de six derniers essais nucléaires réalisés en 1995 et début 1996 à Moruroa, la France est l'un des premiers États qui signent en septembre 1996 le traité d'interdiction complète des essais nucléaires. Par ailleurs, la France fait partie des premiers États signataires de la convention sur l'interdiction des armes chimiques ouverte à la signature en 1993 et entrée en vigueur en 1997. Elle joue aussi un rôle moteur dans l'adoption de la Convention d'Ottawa sur l’interdiction de l’emploi, du stockage, de la production et du transfert des mines antipersonnel et sur leur destruction de 1997.

### Fonctions stratégiques des Armées
Les Forces armées ont pour missions d'assurer la dimension de défense de la politique de défense et de sécurité nationale de la France qui repose sur cinq fonctions stratégiques :
- La connaissance et l'anticipation, qui permet l’anticipation stratégique et conditionne l’efficacité opérationnelle des forces, grâce notamment au renseignement et à la prospective ;
- La dissuasion nucléaire, qui a pour objet de protéger la France contre toute agression d’origine étatique contre ses intérêts vitaux ;
- La protection, dont l'objectif est de garantir l’intégrité du territoire et d'assurer aux Français une protection efficace contre l’ensemble des risques et des menaces dont l’effet pourrait être majeur, de préserver la continuité des grandes fonctions vitales de la Nation et de conforter sa résilience ;
- L’intervention extérieure et ses trois objectifs : assurer la protection des ressortissants français à l’étranger, défendre les intérêts stratégiques de la France et de ses alliés, et exercer ses responsabilités internationales ;
- La prévention qui inclut aussi bien l’élaboration de normes nationales et internationales que la lutte contre les trafics, le désarmement et la consolidation de la paix.

Si toutes ces fonctions stratégiques ont un caractère interministériel, les forces armées portent l'essentiel des fonctions de dissuasion nucléaire, de protection et d'intervention extérieure.
Ces cinq fonctions stratégiques figurent pour la première fois dans le livre blanc de 2008. Elles sont reprises dans le livre blanc de 2013 qui met davantage l'accent sur leur complémentarité et sur l'importance que revêtent le renseignement, l'action diplomatique et humanitaire ainsi que le multilatéralisme et les alliances internationales pour assurer la défense et la sécurité de la France.
La Revue stratégique de défense et de sécurité nationale de fin 2017 reprend également à son compte cette typologie de cinq fonctions stratégiques.

### Modèle d'armée complet
Au nom de l'autonomie stratégique, la France a historiquement toujours choisi de continuer à disposer d'un modèle d'armée complet, sans impasse majeure en continuité ; la Revue stratégique 2017 stipule que pour assurer les missions qui leur sont dévolues au titre de ces cinq fonctions stratégiques « les armées françaises devront être capables d’opérer sur tout le spectre, ce qui justifie le maintien d’un modèle d’armée complet et équilibré, condition de l’autonomie stratégique française. Cette ambition structurante a été réaffirmée par les Livres blancs sur la défense et sur la sécurité nationale de 2008 et 2013. ».
Le projet de loi de programmation militaire 2019-2025 prévoit un accroissement des budgets consacrés à la défense pour maintenir en condition et moderniser ce « modèle d’armée complet et équilibré » à l’horizon 2030 ; pour autant, il est peu probable selon l'Institut de relations internationales et stratégiques (IRIS) que cet effort budgétaire soit suffisant pour à la fois renouveler le matériel usé par de très nombreuses opérations extérieures, combler les lacunes capacitaires à court terme et éviter que d'autres lacunes s'accroissent dans les années suivantes.

### Alliances et coopérations internationales
- La France
- Les pays membres de l'OTAN
- Les autres États ayant signé un traité de défense : le Cameroun, la Centrafrique (suspendu[35]), les Comores, la Côte d'Ivoire, Djibouti, les Émirats arabes unis[36], le Gabon, le Koweït, le Qatar, le Sénégal, le Togo et le Nigeria.

Les traités de défense de la France :
La France
Les pays membres de l'OTAN
Les autres États ayant signé un traité de défense : le Cameroun, la Centrafrique (suspendu), les Comores, la Côte d'Ivoire, Djibouti, les Émirats arabes unis, le Gabon, le Koweït, le Qatar, le Sénégal, le Togo et le Nigeria.

Les alliances et partenariats de la France dans le domaine de la défense constituent une dimension essentielle de la stratégie de défense de la France et des modalités d'équipement, de préparation et d'engagement des forces armées françaises. Dans son introduction, le Livre blanc 2013 stipule que nos partenaires et alliés « sont confrontés aux mêmes risques et aux mêmes menaces que nous, et nous devons avec eux construire les solidarités et rechercher les capacités communes qui correspondent aux interdépendances qui nous lient. ».
Le Livre blanc 2013 affirme : « notre stratégie de défense et de sécurité nationale ne se conçoit pas en dehors du cadre de l’Alliance Atlantique et de notre engagement dans l’Union européenne. ». La stratégie de défense et de sécurité nationale de la France vise à combiner les aspects les plus positifs de son autonomie stratégique, de son engagement plein dans l'Alliance Atlantique et son organisation militaire, l'OTAN, et de son volontarisme à l’égard du développement d'une Politique de sécurité et de défense commune ambitieuse de l’Union européenne.
Ces deux alliances fortes et les engagements de défense collective qu'elles portent sont aussi pour la France un levier d'atteinte de ses ambitions géostratégiques mondiales dans un contexte de ressources nationales fortement contraintes.

#### Coopérations dans le cadre de l'OTAN
La France est membre de l'Alliance atlantique depuis sa fondation en 1949, mais a quitté son organisation militaire intégrée, l'OTAN, en 1966. Après une période de transition, la France rejoint pleinement les structures de l'OTAN en 2009. Le Livre blanc 2013 précise que ce faisant « la France a entendu reprendre toute sa place dans le fonctionnement d’une organisation dont elle est l’un des membres fondateurs ».
L'équipement des forces armées françaises bénéficie des initiatives de mutualisation et de partage capacitaire de l'OTAN, dite « smart defence » et de l'UE, dite « pooling and sharing » (mutualisation et partage), qui permettent d'organiser la cohérence et la complémentarité des programmes nationaux d'acquisition de capacités et de réduire les coûts d'acquisition et de maintien en condition.

#### Coopérations dans le cadre de l'UE
Le projet de LPM 2019-2025 postule que « le renforcement de notre autonomie stratégique passe en particulier par un renforcement de l’Europe de la défense, au moyen de propositions pragmatiques et concrètes » et par les relations bilatérales, en particulier sur les volets opérationnel et capacitaire, comme celles développées avec l'Allemagne à travers les conseils franco-allemand de défense et la brigade franco-allemande, ou avec le Royaume-Uni via les traités de Lancaster House.
Le nouvel élan donné par l'UE en 2016 et 2017 aux questions de sécurité et de défense, concrétisé par la création d'un Fonds européen de la défense (FED) et par l'activation de la Coopération structurée permanente conduisent à davantage mutualiser les efforts de recherche et développement (R&D) en amont et à multiplier les projets d'équipement des forces armées françaises en partenariat avec d'autres États membres de l'UE. Le projet de LPM 2019-2025 prévoit qu'à « l’exclusion des programmes relevant directement de la souveraineté nationale, les programmes d’équipement lancés au cours de la LPM 2019-2025 seront prioritairement conçus dans une voie de coopération européenne ».

#### Autres alliances
La France est aussi membre de l'organisation pour la sécurité et la coopération en Europe.

### Contrats opérationnels d'engagement des forces armées
La LPM 2019-2024 définit les capacités d'engagement des armées françaises sous la forme d'une liste de « contrats opérationnels » qu'elles doivent être capables de remplir au regard des cinq fonctions stratégiques, et qui correspondent à des missions permanentes ou à des missions non permanentes d'intervention à l'extérieur des frontières, en réponse à différents types de situations de crise ou de guerre,.
Pour la dissuasion nucléaire, les armées assurent une posture permanente de veille des deux composantes, océanique avec un SNLE opérationnel en mer, et aéroportée avec des avions Rafale armés de l'ASMPA nucléaire.
En matière de protection, le contrat pour l'Armée de terre est de pouvoir fournir jusqu'à 10 000 militaires pour contribuer à la protection du territoire contre la menace terroriste, pérennisant ainsi le dispositif Sentinelle. La fonction de protection s’articule aussi « autour des postures permanentes de sûreté aérienne et de sauvegarde maritime », qui sont des missions traditionnelles de l'armée de l'air et de la marine nationale. Enfin, un dispositif de cyberdéfense est assuré par le COMCYBER mis en place en 2017.
Dans le domaine de la connaissance et de l'anticipation, une posture permanente de renseignement stratégique est assurée, qui s’appuie sur des moyens humains et techniques (satellites, renseignement humain, traitement de l'information, cyber...) en forte augmentation.
En matière de gestion des crises et d’intervention extérieure, la LPM 2019-2024 prévoit : « les armées pourront être engagées durablement et simultanément sur trois théâtres d’opération, avec la capacité à assumer le rôle de nation-cadre sur un théâtre et à être un contributeur majeur au sein d’une coalition ». Cette exigence se traduit en volume cumulé de forces déployables de la manière suivante :
- Des états-majors interarmées projetables ;
- Armée de terre : elle doit être capable de projeter à l'étranger 15 000 hommes en cas d’événement majeur et pour une durée limitée. Pour des crises plus régionales, plus proches de nous, un premier échelon national d’urgence prévoit une force interarmées de réaction rapide (FIRI) avec 5 000 hommes en alerte permanente, dont 2 300 projetables sous une semaine. Durablement, elle doit pouvoir engager l’équivalent d’une brigade terrestre en opérations extérieures, sur deux ou trois théâtres différents soit 6 000 à 7 000 hommes ;
- Marine nationale : un groupe aéronaval et une force sous-marine ;
- Armée de l'air : 45 avions de combat.

## Organisation des forces armées
Placées sous le commandement des états-majors, les forces armées comprennent : l'Armée de terre, la Marine nationale et l'Armée de l'air et de l’espace, la Gendarmerie nationale, ainsi que les services de soutien et les organismes interarmées.

### Commandement des forces armées
Le chef d'État-Major des armées (CEMA) est responsable de l'emploi des forces et assure le commandement des opérations militaires. Il a autorité sur :
- les chefs d'état-major des trois armées, Terre, Air et Mer[44] ;
- les commandants supérieurs en outre-mer ;
- les commandants des forces françaises à l'étranger ainsi que leurs états-majors interarmées ;
- les commandants de zone de défense et de sécurité.

Pour l'exercice de ses attributions, il dispose notamment de, :
- l'État-Major des armées placé sous les ordres d'un officier général, major général des armées, qui seconde et supplée le CEMA dans l'exercice de ses fonctions ;
- la direction du Renseignement militaire[47] ;
- services à compétence nationale, de services de soutien interarmées et d'organismes interarmées (OIA).

Au sein de l'État-Major des armées, le sous-chef état-major (SCEM) « opérations » est responsable de la veille stratégique permanente, de la contribution à l’anticipation stratégique, de la planification pré-décisionnelle et opérationnelle ainsi que de la conduite des opérations dont le commandement est confié au CEMA. Il dispose notamment du centre de planification et de conduite des opérations (CPCO) qui assure la planification et la conduite des opérations extérieures et intérieures, du Commandement pour les opérations interarmées, du Commandement interarmées de l'espace, de la division « emploi des forces », et de la division « forces nucléaires ». Le SCEM « plans » participe à la définition et à la réalisation du modèle d’armée et des capacités de défense qui y sont rattachées. À ce titre, il conduit les travaux d’élaboration de la planification et de la programmation militaire ainsi que son actualisation. Le SCEM « performance » veille à la cohérence et à la performance de l'organisation générale et du fonctionnement des armées, directions et services et OIA subordonnés au CEMA.
L'officier général relations militaires internationales et l'officier général commandant de la cyberdéfense sont également rattachés au major général des armées.

#### Double chaîne de commandement: opérationnelle et organique
Dans les trois armes, la préparation des forces relève du commandement organique et leur emploi du commandement opérationnel. Le commandement organique, qui prépare les forces à l'action, est de la responsabilité du chef d'état-major de chacune d'elles. Le commandement opérationnel, qui les emploie, est de la responsabilité du chef d'état-major des armées et des commandements opérationnels qui lui sont subordonnés,.

### Armée de terre

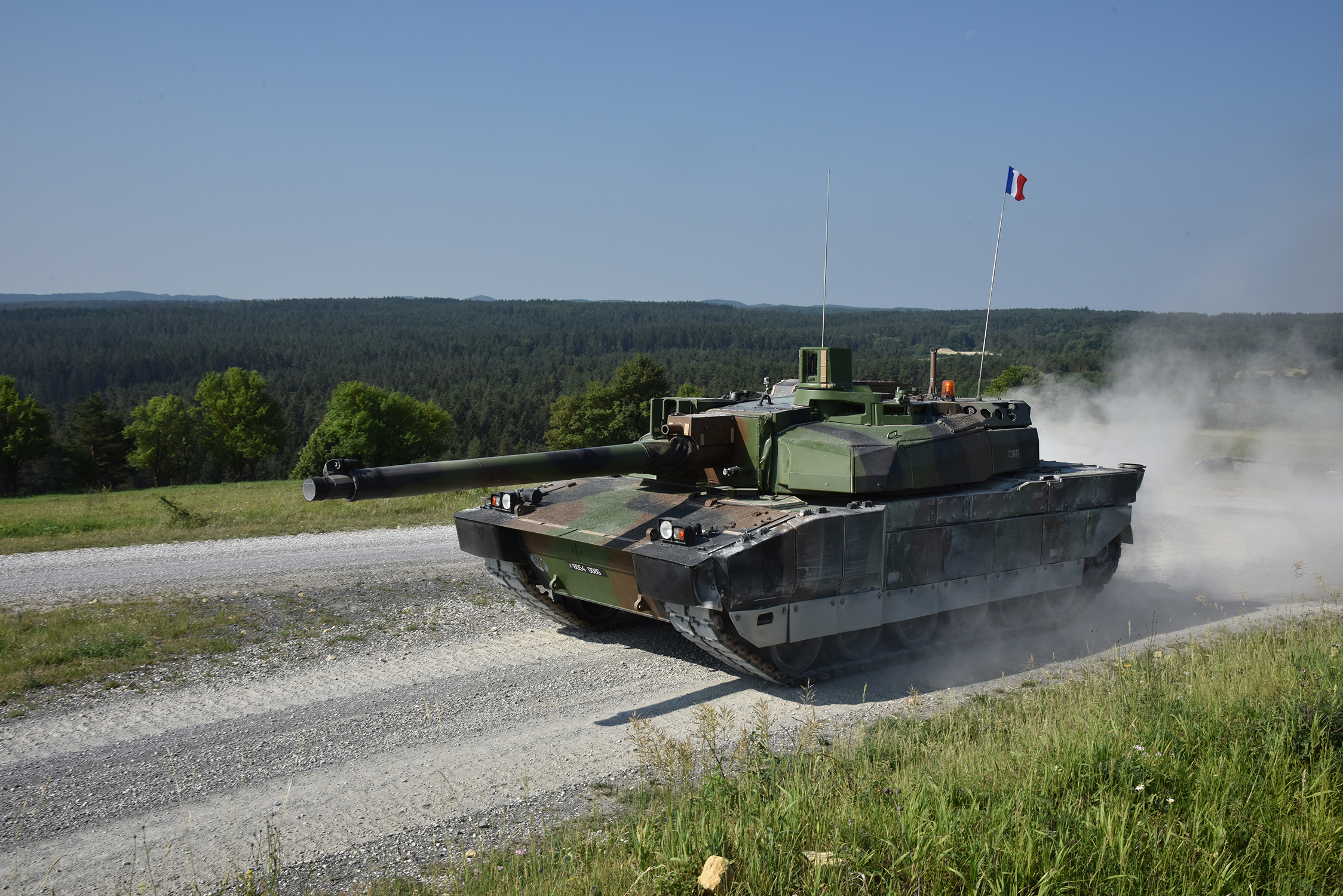
Char Leclerc de l'Armée de terre.

L’Armée de terre concourt aux fonctions stratégiques de la politique de défense. Elle contribue à la fonction connaissance et anticipation à travers le renseignement et la prospective, indispensables à une prise de décision libre et souveraine. Elle joue un rôle primordial dans la protection des Français contre l’ensemble des risques et des menaces, en particulier le terrorisme et les cyber-attaques, que ce soit à l'intérieur ou hors du territoire national, et dans la prévention des crises par le prépositionnement de ses forces à l’étranger. L'Armée de terre participe avec les autres armées à l'intervention extérieure, notamment en Afrique. En 2017, sur les 77 000 militaires constituant la force opérationnelle terrestre (FOT) projetable, environ 20 000 sont déployés en permanence en posture opérationnelle, en France et à l'étranger.
Le chef d’état-major de l’Armée de terre exerce, sous l’autorité du chef d’état-major des armées, le commandement organique sur l’ensemble des formations de l’Armée de terre. Depuis la réorganisation « Armée de terre de combat », mise en place en 2024, elle se structure ainsi :
- Grands commandeurs : le commandement de la force et des opérations terrestres (CFOT), l'inspection de l'Armée de terre (IAT), la direction des ressources humaines de l'Armée de terre (DRHAT), la direction centrale de la structure intégrée du maintien en condition opérationnelle des matériels terrestres (DC SIMMT), le commandement du combat futur (CCF) et les commandements territoriaux de zone Terre (COM ZT) ;
- les corps d'armée et divisions : le corps européen (Eurocorps), le corps de réaction rapide-France (CRR-Fr), la 1re division (1re DIV) et la 3e division (3e DIV) ;
- les brigades.

Le commandement de la force et des opérations terrestres (CFOT) a pour missions d’assurer pour le CEMAT le commandement, la formation, l’entraînement et la préparation à l’engagement des forces terrestres afin de lui permettre d’honorer les contrats opérationnels de l’Armée de terre. Il dispose des deux divisions interames (1re DIV et 3e DIV) et de commandements spécialisés.
La France est nation cadre de deux états-majors multinationaux de corps d'armée certifiés par l'OTAN. Le corps de réaction rapide-France (CRR-Fr) situé à Lille, auquel contribuent également treize nations et le corps européen (ou Eurocorps) basé à Strasbourg, qui compte six nations membres et cinq nations associées.
La France dispose d'une brigade parachutiste d'assaut et d'urgence sans équivalent en Europe.
Au 1er janvier 2019, l'Armée de terre compte 114 847 militaires, dont 14 040 officiers, 38 852 sous-officiers, 61 525 militaires du rang et 430 volontaires. Le nombre de civils est de 7 960.

### Marine nationale

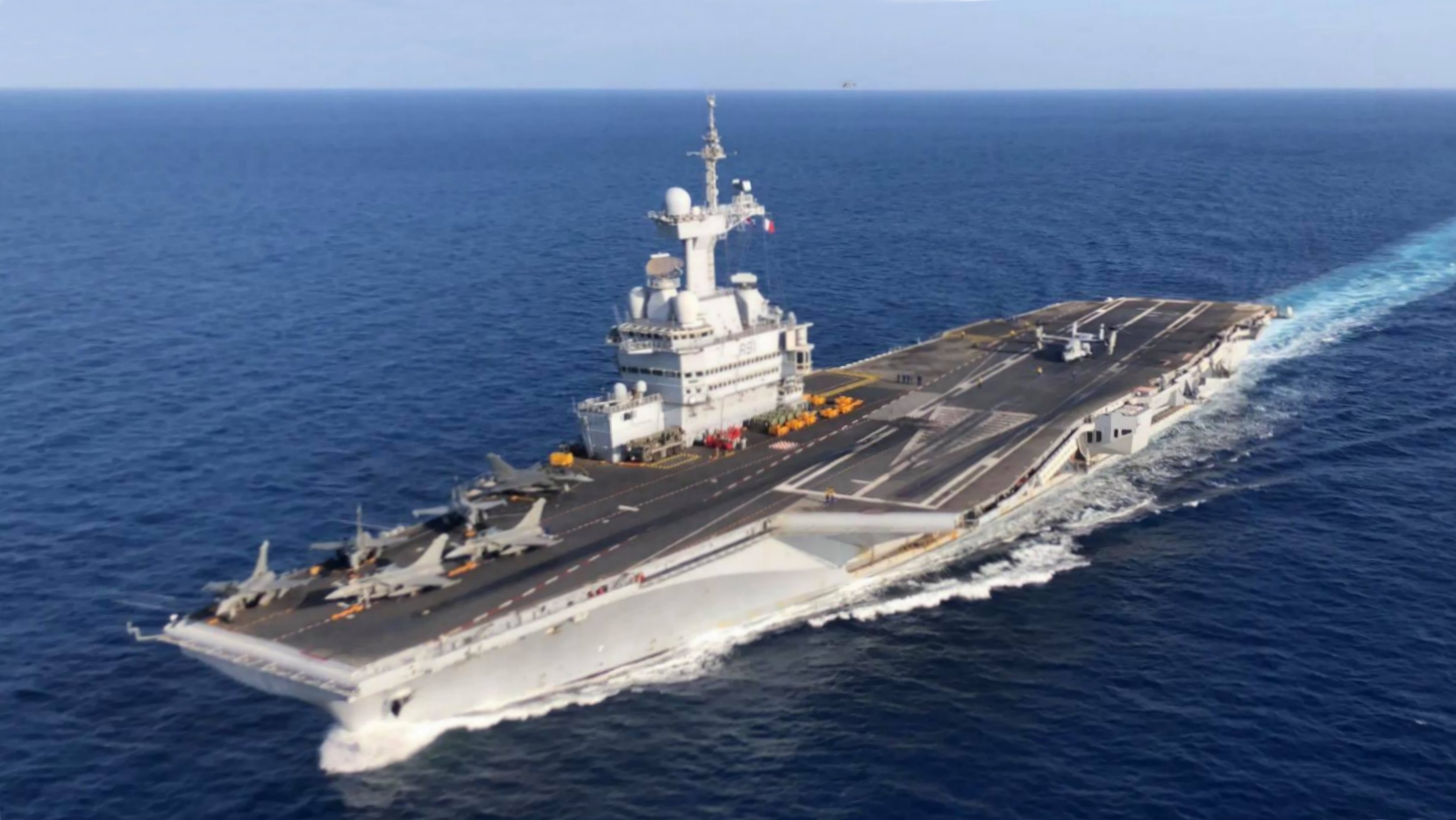
Le Charles de Gaulle, porte-avions à propulsion nucléaire de la Marine nationale.

La Marine nationale contribue principalement aux fonctions stratégiques de dissuasion nucléaire, de protection et d'intervention extérieure. Relevant de la Marine, la composante océanique de la dissuasion nucléaire dispose de quatre sous-marins nucléaires lanceurs d'engins (SNLE) dont au moins un est à la mer en permanence depuis 1972. La Marine assure la protection des côtes de la métropole et outre-mer, de la zone économique exclusive de la France et des routes maritimes par lesquelles transitent l'essentiel du commerce international ; elle effectue des missions de police, de sauvetage, de protection des ressortissants français ou encore de lutte contre les trafics illicites. Enfin, la Marine joue un rôle important dans les opérations extérieures de la France, grâce aux capacités de projection de forces durablement et à longue distance que lui permettent le groupe aéronaval constitué autour du porte-avions Charles de Gaulle, et le groupe amphibie autour des trois bâtiments projection et de commandement (BPC) de classe Mistral.
Le chef d'état-major de la Marine (CEMM) assure la préparation opérationnelle des forces placées sous son autorité ; il est responsable, pour la Marine, du recrutement, de la formation initiale, de la discipline, du moral et de la condition des militaires. Il dispose de l'état-major de la Marine, de la direction du personnel militaire de la Marine, des commandants d'arrondissement maritime territoriaux et d'états-majors organiques par nature de forces :
- la force d'action navale (ALFAN) ;
- les forces sous-marines, incluant la force océanique stratégique (ALFOST) ;
- la force de l'aéronautique navale (ALAVIA) ;
- les fusiliers marins et commandos marine (ALFUSCO) ;
- la Gendarmerie maritime (COMGENDMAR) et le bataillon de marins-pompiers de Marseille (BMPM).

Les éléments de forces de la Marine déployés en opérations militaires sont placés sous l'autorité des commandants de zone maritime, subordonnés au CEMA. Pour les opérations relevant de l'action de l'État en mer, les moyens déployés sont placés sous l'autorité des préfets maritimes subordonnés au Premier ministre. Un même officier général de marine exerce les deux fonctions de préfet maritime et de commandant de zone maritime.
La France est nation cadre de l'« État-Major de force aéromaritime français de réaction rapide » (FRMARFOR), constitué pour prendre le commandement sous faible préavis d’une composante maritime multinationale (OTAN, Union européenne, coalition). FRMARFOR fait partie des structures qualifiées pour opérer au sein de la force de réaction rapide de l’OTAN (NRF).
Pour remplir ses missions, la Marine est présente en permanence dans trois principaux ports militaires en France (Toulon, Brest et Cherbourg) et dans huit bases navales outre-mer et à l'étranger (Abou Dhabi et Djibouti).
Au 1er janvier 2019, la Marine nationale compte 35 113 militaires, dont 4 559 officiers, 23 043 sous-officiers, 6 775 militaires du rang et 736 volontaires. Le nombre de civils est de 2 671. Ces chiffres n'incluent pas le Bataillon de marins-pompiers de Marseille ni la Gendarmerie maritime.

### Armée de l'air et de l'espace

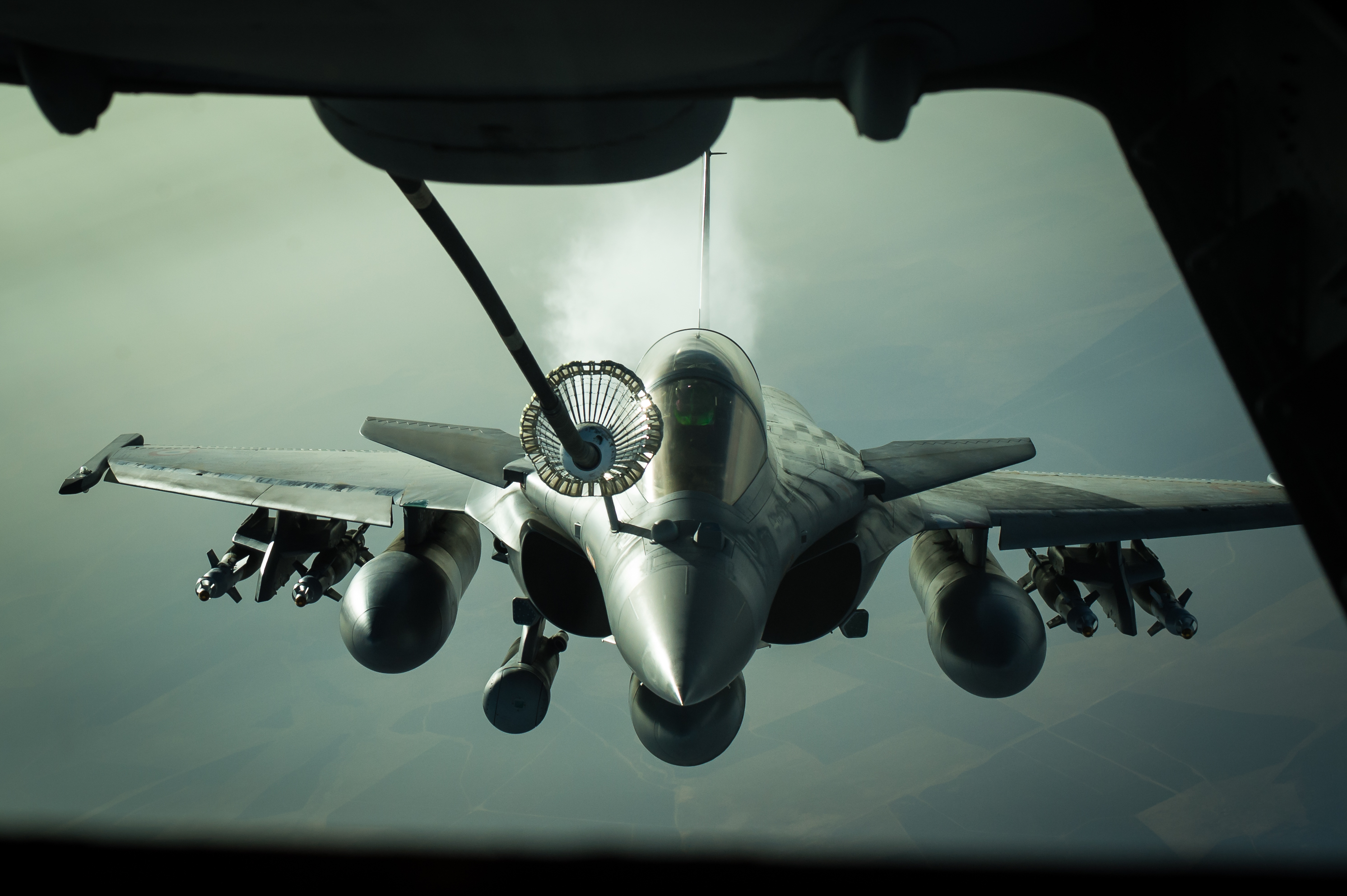
Le Rafale de l'Armée de l'air et de l'espace.

Le chef d’état-major de l’Armée de l'air et de l'espace exerce, sous l’autorité du chef d’état-major des armées, le commandement organique sur l’ensemble des formations de l’Armée de l'air et de l'espace. Il dispose de l'état-major de l'Armée de l'air et de l'espace, de la direction des ressources humaines de l'Armée de l'air et de l'espace, du service industriel de l'aéronautique (SIAÉ), de services d'expertise et d'études et de quatre commandements par nature de forces :
- le commandement des forces aériennes stratégiques (CFAS) ;
- le commandement des forces aériennes (CFA) ;
- le commandement de la défense aérienne et des opérations aériennes (CDAOA) ;
- le commandement de l'espace (CDE).

Au 1er janvier 2019, l'Armée de l'air compte 40 531 militaires dont 6 413 officiers, 23 695 sous-officiers, 10 065 militaires du rang et 158 volontaires. Le nombre de civils est de 5 312.

### Gendarmerie nationale

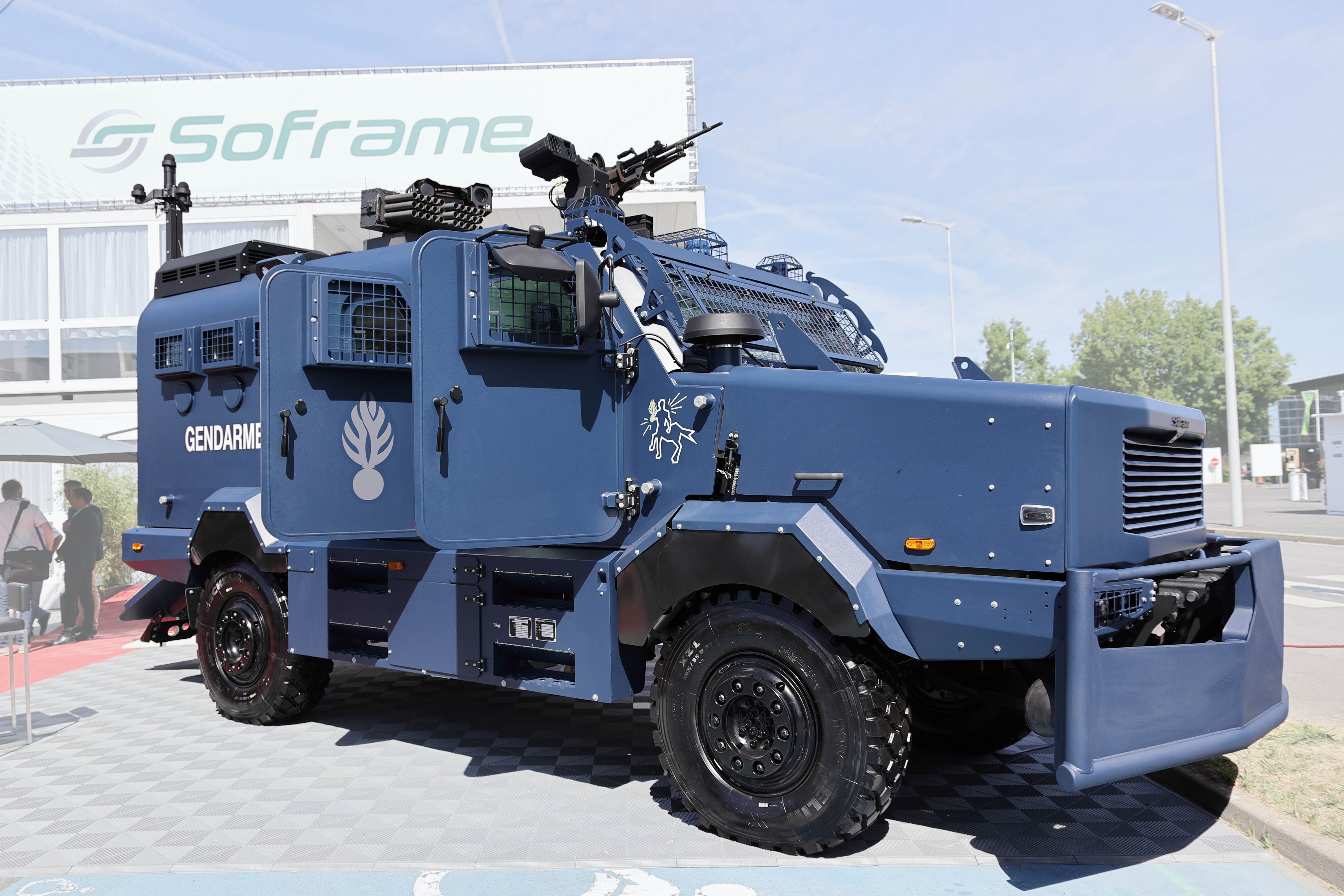
Le véhicule d'intervention polyvalent de la Gendarmerie nationale.

La Gendarmerie nationale est une force armée instituée pour veiller à l'exécution des lois et au maintien de l'ordre,. Sans préjudice des attributions de l'autorité judiciaire pour l'exercice de ses missions judiciaires, et de celles du ministre de l'intérieur pour l'exercice de ses missions civiles, la Gendarmerie nationale peut être ponctuellement placée sous l'autorité du ministre de la Défense pour l'exécution de ses missions militaires, par exemple lorsqu'elle participe à des opérations des forces armées à l'extérieur du territoire national.
La Gendarmerie nationale est toutefois globalement rattachée au ministère de l'Intérieur depuis une loi de 2009. Le texte la définit comme « une force armée instituée pour veiller à la sûreté et à la sécurité publiques » mais dispose son « rattachement organique et opérationnel » au ministère de l’Intérieur alors qu’auparavant elle n’était placée sous son autorité que « pour emploi ». Le texte préserve cependant les grandes spécificités militaires du statut de gendarme.
Plusieurs formations spécialisées de la gendarmerie nationale sont toutefois placées de manière permanente pour emploi auprès du ministre de la Défense, :
- la Gendarmerie maritime[64], qui assure des missions de défense nationale sur le littoral et de police en mer ; elle compte environ 1 200 personnels ;
- la Gendarmerie de l'air et de l'espace[65] ;
- la Gendarmerie de la sécurité des armements nucléaires[66] ;

- la Gendarmerie prévôtale[67] ;

- la Gendarmerie de l'Armement .

### Services de soutien et organismes interarmées
Le Livre blanc 2008 et le processus dit de Révision générale des politiques publiques (RGPP) ont conduit à mettre en place une nouvelle architecture d'organismes interarmées au niveau local, avec notamment, la constitution progressive de bases de défense (BdD). L'organisation du soutien de la défense repose sur les bases de défense (BdD). Les BdD constituent l'échelon local de la chaîne interarmées des soutiens : elles couvrent une aire géographique au sein de laquelle se trouvent des groupements de soutien de bases de défense (GSBdD) et les formations ou organismes soutenus par les BdD. Les BdD sont rattachées au « centre interarmées de coordination du soutien (CICoS) », lui-même placé sous l’autorité du SCEM « Appui-Environnement » de l’EMA.  Le CICoS coordonne les activités complexes de soutien sur le territoire national et veille à la mise à disposition des moyens nécessaires, en liaison avec les états-majors opérationnels (EMO) ou les centres d'opérations des organismes de soutien.
Les organismes interarmées (OIA) assurent des fonctions communes aux forces armées françaises. Les OIA sont soit directement rattachés au CEMA, soit rattachés à un de ses subordonnés. Ces organismes et services sont les suivants :
Centre de réflexion :
- le centre interarmées de concepts, doctrines et expérimentations (CICDE) ;

Commandements spécialisés :
- le commandement interarmées de l'espace (CIE) ;
- le commandement des opérations spéciales (COS) ;
- le commandement de la cyberdéfense (COMCYBER) ;
- le commandement pour les opérations interarmées (CPOIA) ;

Directions spécialisées :
- la direction interarmées des réseaux d'infrastructure et des systèmes d'information (DIRISI) ;
- la direction de la Maintenance aéronautique (DMAE) ;
- la direction du Renseignement militaire (DRM) ;

Services spécialisés :
- le service du commissariat des armées (SCA) ;
- le service de l'énergie opérationnelle (SEO) ;
- le service d'infrastructure de la Défense (SID) ;
- le service interarmées des munitions (SIMU) ;
- le service de santé des armées (SSA).

## Personnel
Pour un article plus général, voir Liste des armées nationales par effectif.

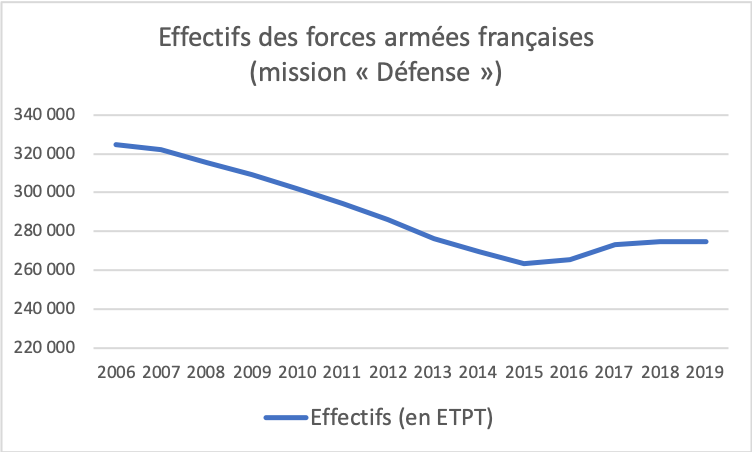
Effectifs des forces armées françaises 2006-2019.

Les Forces armées françaises d'active comprennent du personnel militaire d'active professionnel et du personnel civil. En 2023, les Forces armées comptent 201 332 militaires d'active et 62 353 personnels civils, soit un total de 263 685 hommes et femmes. À titre de comparaison, a la sortie de la guerre froide en 1991, l'Armée française comptait 300 643 militaires de carrière, 241 716 appelés et 127 778 civils soit un total de 670 137 hommes et femmes.

### Évolution des effectifs depuis 2006
La LPM 2009-2014 et la LPM 2014-2019 initiale poursuivent la réduction du format global des armées françaises entamée depuis la fin de la guerre froide.
La LPM 2009-2014 planifie une diminution de 14 % du nombre de personnels militaires et civils. Cette déflation de l'effectif est en partie liée à la mise en œuvre du plan de réforme de l'organisation de la Défense lancé en 2008, axé sur la restructuration des soutiens sur un mode interarmées, qui permet de faire porter les trois quarts de la baisse d’effectif sur les soutiens, afin de préserver la capacité opérationnelle des armées.
Durant la présidence de François Hollande, la LPM 2014-2019 initiale maintient cette trajectoire avec une baisse programmée de 12 % des effectifs, soit une déflation de 33 675 personnels civils et militaires. En 2014, les baisses d'emplois sont réalisées comme prévu, mais le contexte international conduit en juillet 2015 à actualiser la programmation militaire pour les années 2015-2019 et à limiter la déflation de l'effectif sur cette période à 6 918 emplois au lieu des 25 794 emplois initialement prévus. Ainsi, les effectifs sont stabilisés en 2015 au niveau bas atteint en 2014, et le plafond d'effectifs de 2016 est en hausse de 2 300 personnels par rapport à 2015, des baisses plus limitées que dans la LPM initiale étant cependant prévues pour les années 2017 à 2019,. Une seconde actualisation de la LPM 2014-2019 est décidée en Conseil de défense le 6 avril 2016 en raison des menaces terroristes et de l'accroissement des opérations extérieures des Armées : au lieu des baisses prévues pour la période 2017-2019, une croissance des effectifs de respectivement 400 et 200 postes est inscrite dans les budgets de la défense de 2017 et 2018,.
Le budget 2018 est le premier de la présidence d'Emmanuel Macron. Budget de transition avant la nouvelle LPM 2019-2024, il inclut la création de 500 postes supplémentaires, soit 300 de plus qu'initialement prévus. Le plafond d'emplois (PMEA) du PLF 2018 de la mission « Défense » est ainsi porté à 274 580 hommes et femmes. Conformément à la LPM, le budget 2019 prévoit la création de 450 postes supplémentaires.
En synthèse, entre 2014 et 2019, la baisse des effectifs de 33 675 prévue par la LPM est finalement limitée à 4 357 personnels civils et militaires.

### Effectifs et politique de ressources humaines (2015-2020)
L'arrêt de la baisse des effectifs en 2015 et leur lente remontée depuis lors profite en premier lieu à l'Armée de terre dont les dotations en personnels entre 2015 et 2018 lui permettent d'assurer la montée en puissance de la force opérationnelle terrestre (FOT) à 77 000 hommes, conformément à la trajectoire fixée par l’actualisation 2015 de la LPM (soit 11 000 hommes de plus que le contrat opérationnel initial, issu du livre blanc de 2013).
La priorité est surtout donnée au renforcement des capacités en matière de renseignement et de cyberdéfense, dont les effectifs progressent de près de 1 800 emplois entre 2014 et 2017. En 2018, les services de renseignement sont à nouveau augmentés de 850 postes pour atteindre 9 000 ETP. Les effectifs de cyberdéfense atteignent pour leur part 2 200 postes, soit un quasi-doublement en cinq ans, avec un objectif de 2 600 postes à terme. En 2018, le ministère des Armées lance un plan 2018-2022 d'accompagnement des familles et d'amélioration des conditions de vie des militaires.
En 2019, première année de la nouvelle loi de programmation militaire 2019-2025, les 450 nouveaux emplois créés profitent à nouveau essentiellement aux services de renseignement et à l'action dans l'espace numérique, au cœur duquel se situe la cyberdéfense. Pour 2020, le PLF de la mission « Défense » prévoit la création nette de 300 emplois avec toujours les mêmes priorités.
Les flux de personnel sont importants. Chaque année, environ 24 000 militaires entrent et autant sortent des armées, soit autour de 12 % des effectifs militaires. Ainsi en 2018, on compte 23 792 entrées dont 21 238 recrutements. Pour le personnel civil, les flux d'entrée et sortie sont en 2018 respectivement de 6 312 et de 5 109.
Cette même année, les effectifs militaires se répartissent entre 34 % de carrière et 66 % sous contrat. L'âge moyen de ces effectifs est de 42,1 ans pour les premiers et de 28,6 ans pour les seconds, soit une moyenne d'ensemble de 33 ans.
|                 | Officiers | Sous-officiers | Militaires du rang | Volontaires | TOTAL   | %       |
| --------------- | --------- | -------------- | ------------------ | ----------- | ------- | ------- |
| Armée de Terre  | 14 566    | 38 270         | 58 637             | 379         | 111 851 | 55,5 %  |
| Marine          | 4 964     | 22 342         | 7 152              | 227         | 34 685  | 17,2 %  |
| Air et Espace   | 6 654     | 22 730         | 9 406              | 92          | 38 882  | 19,3 %  |
| Gendarmerie     | 213       | 2 038          | 0                  | 342         | 2 593   | 1,3 %   |
| Autres services | 7 885     | 4534           | 827                | 73          | 13 320  | 6,6 %   |
| TOTAL           | 34 283    | 89 914         | 76 022             | 1 113       | 201 332 | 100,0 % |
| %               | 17,1 %    | 44,6 %         | 37,7 %             | 0,6 %       | 100,0 % |         |

|                 | Cat. A | Cat. B | Cat.C  | Ouvriers | TOTAL   | %       |
| --------------- | ------ | ------ | ------ | -------- | ------- | ------- |
| Armée de Terre  | 897    | 1 339  | 2 917  | 2 762    | 7 915   | 12,7 %  |
| Marine          | 441    | 796    | 1 071  | 460      | 2 768   | 4,4 %   |
| Air et Espace   | 890    | 1 278  | 620    | 2 451    | 5 238   | 8,4 %   |
| Autres services | 13 985 | 11 953 | 15 237 | 5 255    | 46 431  | 74,5 %  |
| TOTAL           | 16 213 | 15 366 | 19 844 | 10 929   | 62 353  | 100,0 % |
| %               | 26,0 % | 24,6 % | 31,8 % | 17,5 %   | 100,0 % |         |

### Place des femmes dans les armées

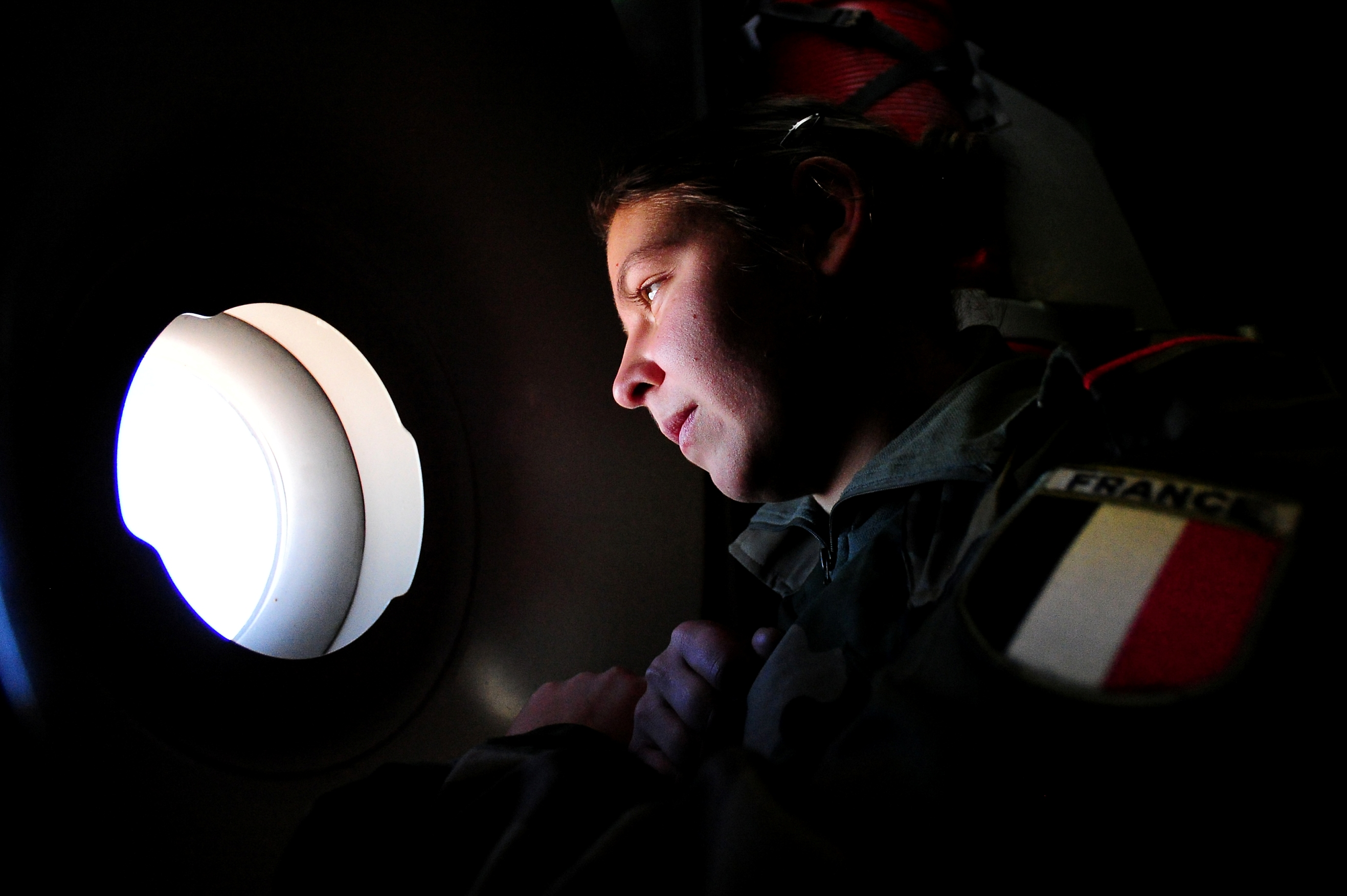
Une militaire dans un avion C-17 pour le Mali, durant l'opération Serval en 2013.

La féminisation des armées françaises existe en 1914 avec le recrutement de femmes comme personnel du Service de santé des armées, le Corps des infirmières temporaires étant formé en 1916. La seule femme médecin-major ayant exercé au sein de l'Armée française durant la Première Guerre mondiale fut Nicole Girard-Mangin, qui fut mobilisée par erreur mais servit néanmoins.
La loi Paul Boncour du 11 juillet 1938 permet à l’État de mobiliser les femmes et autorise les engagements de volontaires féminines.
En 1939, elles sont autorisées à intégrer les corps d'armée (voir Corps des volontaires françaises, Corps féminin des Transmissions, Premier corps de pilotes militaires féminins). Le décret no 51-1197 du 15 octobre 1951 marque la fin du caractère auxiliaire de la main-d'œuvre féminine dans l'armée : en créant le corps des Personnels féminins de l'Armée de terre (PFAT), il énonce clairement le statut militaire du personnel féminin.
Mai 1968 marque un tournant important : après l'admission des femmes à l'École polytechnique en 1970 et la création d'un service national féminin (volontaire) en 1971, la loi du 13 juillet 1972 sur le statut général des militaires (sous l'impulsion de Michel Debré, alors ministre d'État chargé de la Défense nationale) prévoit pour la première fois les mêmes droits et les mêmes devoirs pour les hommes et les femmes mais le corps des officiers des armes et les corps des sous-officiers de carrière restent fermés aux femmes. Le décret du 23 mars 1973 portant statut particulier des corps féminins des armées consacre leur intégration dans la hiérarchie militaire jusqu'au premier grade de général. Dans l'armée de l'air, les recrutements par l'école de l'air, l'école militaire de l'air (concours ouvert aux sous-officiers) et l'école du commissariat de l'air débutent en 1976 (Caroline Aigle deviendra en 1999 la première pilote de chasse). L'École spéciale militaire de Saint-Cyr leur est ouverte en 1983 et l'École navale en 1992.
Néanmoins, l'accès du personnel sous-officiers féminins aux unités spéciales reste faible, d'autant plus que les quotas de recrutement limitant l'accès de certains postes aux militaires féminins ne sont supprimés que par le décret du 16 février 1998. Par ailleurs, l'accès à quelques spécialités reste limité aux hommes, notamment les emplois dans la Légion étrangère. Depuis 2015, des expérimentations ont débuté pour le corps des sous-officiers de gendarmerie mobile et les sous-marins),. Depuis 2016, l'accès aux femmes aux postes de sous-officier de gendarmerie mobile a été confirmé. Elles sont de plus en plus nombreuses dans l'institution, elles représentent 5 % du corps. Cette intégration tardive ayant été justifiée par des difficultés d'ordre logistique (sanitaire, chambres…).
Seules quatre femmes avaient obtenu le rang d'officier général en 2011, elles sont trente en 2021. Avec 31 958 femmes à la fin de 2014 (soit 15,40 % des effectifs militaires et plus de 2 000 officiers), la France possède la quatrième armée la plus féminisée dans le monde (33 % en Israël, 20 % en Hongrie, 18 % aux États-Unis) mais le taux de féminisation masque d'importantes disparités (il est deux fois plus élevé dans l'Armée de l'Air que dans l'Armée de terre) et reste spécialisé dans deux domaines, l'administration (40 % des effectifs) et la santé (15 %).
En 2016, les femmes représentent 15,3 % des effectifs militaires et 37,9 % des effectifs civils des armées. En 2018, la proportion de femmes atteint respectivement 15,5 % et 38,4 % des effectifs, soit au total 20,7 % des effectifs des Armées. En 2022, elle atteint 16,5 % des effectifs militaires (soit au total 21 %), ce qui fait de l'Armée française la quatrième du monde en termes de féminisation derrière Israël (33 % des effectifs militaires), la Hongrie (20 %) et les États-Unis (18 %),.

### Violences sexuelles et sexistes
En février 2014, les journalistes Leila Minano et Julia Pascual publient le livre La Guerre invisible, résultat d'une enquête menée pendant deux ans au sein de l’Armée française concernant les violences sexuelles subies par des femmes. Une cinquantaine d’affaires y sont évoquées. À la suite de cette publication, Jean-Yves Le Drian, ministre des Armées, demande l’ouverture d’une enquête interne puis crée la cellule Thémis, chargée de recueillir les témoignages de victimes et de lancer des enquêtes. Elle permet un signalement des faits sans passer par la hiérarchie de la victime alléguée. 
En avril 2024, Sébastien Lecornu, ministre des Armées, décide d'engager une mission d’inspection sur les violences sexuelles dans l’armée.

### Réserve militaire
La réserve militaire a pour objet de renforcer les capacités des forces armées, d'entretenir l'esprit de défense et de contribuer au maintien du lien entre la nation et son armée. Elle est constituée d'une réserve opérationnelle comprenant des volontaires et les anciens militaires soumis à l'obligation de disponibilité, et d'une réserve citoyenne de défense et de sécurité constituée de volontaires agréés. Fin 2016, les effectifs de la réserve opérationnelle sont de 32 000 personnels militaires dont 9 000 officiers.
Créée sous sa forme actuelle en 2016, la Garde nationale regroupe la réserve opérationnelle des armées et la réserve opérationnelle de la Police nationale.

## Principaux équipements
La LPM 2019-2025 prévoit de renouveler les capacités opérationnelles des Armées dont les équipements, utilisés de manière intensive en opérations extérieures, sont souvent anciens et usés. Des cibles à l'horizon 2025 sont fixées pour les principaux équipements :
- Force de dissuasion nucléaire : concernant la composante océanique, fin de la modernisation des 4 sous-marins lanceurs d’engins (SNLE), mise en service du missile M51.3 et développement de la future version du missile M 51 ; concernant la composante aéroportée, uniquement assurée par les Rafale dès 2018, rénovation à mi-vie du missile air-sol moyenne portée amélioré (ASMPA) ;
- Armée de terre : les 115 000 militaires disposeront de 200 chars Leclerc rénovés, de la moitié des nouveaux véhicules du programme Scorpion (900 VBMR Griffon et 150 EBRC Jaguar livrés), de 450 blindés-multi-rôles léger VBMR-L, d'une trentaine de canons supplémentaires de type Caesar portant leur nombre à 110[104], de 80 hélicoptères de combat (Eurocopter EC665 Tigre), 130 hélicoptères de manœuvre (Eurocopter EC725 Caracal) ;
- Marine nationale : une force sous-marine de 10 sous-marins à propulsion nucléaire, une force de surface comprenant un porte-avions embarquant 30 avions de combat Rafale, 3 porte-hélicoptères amphibies (PHA), 15 frégates de premier rang, 12 frégates de surveillance et patrouilleurs océaniques, une force de guerre des mines, 4 bâtiments ravitailleurs de forces (BRF), une aviation de patrouille maritime ;
- Armée de l'air : 217 avions de combat (Rafale et Mirage 2000-D, Mirage 2000 C et -5), 4 systèmes de détection et de commandement aéroportés (AWACS), 14 avions ravitailleurs (MRTT) et 50 avions de transport (CASA CN-235, C-130 Hercules et Airbus A400M Atlas).

La France est le seul pays d'Europe occidentale à avoir une force de dissuasion nucléaire indépendante et à disposer d'un porte-avions à décollage par catapulte et appontage horizontal comme les porte-avions américains.
|                                     | 1991              | 2001              | 2021             | 2030             |
| ----------------------------------- | ----------------- | ----------------- | ---------------- | ---------------- |
| chars de bataille principaux        | 1349              | 809               | 222              | 200              |
| avions de combat (air + marine)     | 686               | 374               | 254              | 225              |
| grands bâtiments de surface         | 37                | 26                | 19               | 19               |
| effectif militaire (et réservistes) | 453 000 (420 000) | 273 000 (420 000) | 203 000 (41 000) | 275 000 (80 000) |

| Type                                            | Quantité  |
| ----------------------------------------------- | --------- |
| Sous-marins nucléaires lanceurs d’engins (SNLE) | 4         |
| Sous-marins nucléaires d’attaque (SNA)          | 6         |
| Porte-avions                                    | 1         |
| Porte-hélicoptères                              | 3         |
| Destroyers                                      | 9         |
| Frégates                                        | 5         |
| Corvettes                                       | 6         |
| Patrouilleurs                                   | 16        |
| Bâtiments de guerre des mines                   | 16        |
| Engins de débarquement                          | 13        |
| Total                                           | 79        |
| Tonnage total                                   | 303 000 t |

Aux bâtiments de combat s'ajoutent les bâtiments de soutien, non décomptés dans le tableau ci-dessus.

## Budget de la défense
Pour des articles plus généraux, voir Forces armées des États de l'Union européenne et Budgets de la défense dans le monde.

### Loi de programmation militaire 2019-2025
Le président Macron annonce durant la campagne pour l'élection présidentielle de 2017 une augmentation de l'effort de défense de la France. Dans cette perspective, une « Revue stratégique de défense et de sécurité nationale » est élaborée durant le second semestre 2017. Découlant des résultats de cette revue, la Loi de programmation militaire (LPM) 2019-2025, promulguée en juillet 2018, repose sur une trajectoire financière ferme de 197,8 Md€ courants de crédits budgétaires sur la période 2019-2023, représentant une croissance annuelle de 1,7 Md€ entre 2019 et 2022, puis de 3 Md€ en 2023.
| Données en milliards d'euros                | LOF 2015 | LOF 2016 | LOF 2017 | LOF 2018 | LOF 2019 | LPM 2020 | LPM 2021 | LPM 2022 | LPM 2023 |
| ------------------------------------------- | -------- | -------- | -------- | -------- | -------- | -------- | -------- | -------- | -------- |
| Crédits de paiement (hors CAS « Pensions ») | 31,15    | 31,73    | 32,44    | 34,20    | 35,90    | 37,60    | 39,20    | 41,00    | 44,00    |
| Variation annuelle                          |          | + 0,58   | + 0,71   | + 1,76   | + 1,70   | + 1,70   | + 1,70   | + 1,70   | + 3,00   |
| Crédits de paiement (y.c. CAS « Pensions ») | 40,98    | 41,15    | 41,32    | 42,63    | 44,40    | 46,10    | 49,70    | 51,50    |          |

#### Un budget des Armées en route vers les 2% du PIB en 2025
La LPM 2019-2025 définit une trajectoire financière qui porte progressivement l’effort national de défense :
- hors pensions : de 1,43 % du PIB en 2017 et 1,44 % en 2018 à 1,65 % du PIB à l’horizon 2025
- pensions incluses : de 1,78 % du PIB en 2017 et 1,80 % en 2018 à 2 % du PIB à l’horizon 2025[108],[109].

Cette progression répond à l'engagement pris par les 28 états membres de l'OTAN, lors du sommet de 2014 au Pays de Galles, de dépenser 2 % de leur PIB à l'horizon 2024 au titre de la défense, et de consacrer 20 % de cet effort à l'investissement dans les futurs équipements militaires, si on inclut dans les dépenses les pensions de retraite versées aux anciens militaires français.

### Budgets 2016-2021
Dans le budget de l'État français, les crédits du ministère des Armées se répartissent au sein de trois missions, la mission « Défense » qui regroupe l'essentiel des crédits, la mission interministérielle « Anciens combattants, mémoire et liens avec la Nation » et la mission interministérielle « Recherche et enseignement supérieur ».
La mission « Défense » se décompose en quatre grands programmes :
- Le programme 144 « Environnement et prospective de la politique de défense » rassemble « les actions contribuant à éclairer le ministère sur son environnement présent et futur, dans le but d'élaborer et de conduire la politique de défense de la France ». Son périmètre couvre notamment les activités de la direction générale de la sécurité extérieure (DGSE), le financement des études en amont du lancement de programmes d'armement, ainsi que les activités de la direction générale des relations internationales et de la stratégie (DGRIS) ;
- Le programme 146 « Équipement des forces » vise à « mettre à disposition des armées les armements et matériels nécessaires à la réalisation de leurs missions. Il concourt par ailleurs au développement et au maintien des savoir-faire industriels français ou européens »[111] ;
- Le programme 178 « Préparation et emploi des forces » porte les crédits liés à la préparation opérationnelle des armées, à la logistique et au soutien opérationnel et aux opérations extérieures (hors dépenses de personnel) ;
- Le programme 212 « Soutien de la politique de défense » rassemble les fonctions « support » du ministère de la défense (finances, ressources humaines, immobilier, action sociale, etc.) et porte l'ensemble des dépenses de personnel.

| #                                                 | Programme                                               | 2016    | 2017    | 2018    | 2019    | 2020    | 2021   |
| #                                                 | Programme                                               | LFI     | LFI     | LFI     | LFI     | LFI     | PLF    |
| ------------------------------------------------- | ------------------------------------------------------- | ------- | ------- | ------- | ------- | ------- | ------ |
| 144                                               | Environnement et prospective de la politique de défense | 1 291   | 1 336   | 1 396   | 1 476   | 1 548   | 1 685  |
| 146                                               | Équipement des forces                                   | 9 953   | 10 051  | 10 243  | 10 888  | 12 588  | 13 643 |
| 178                                               | Préparation et emploi des forces                        | 7 277   | 7 297   | 8 067   | 8 793   | 10 004  | 10 337 |
| 212                                               | Soutien de la politique de la défense                   | 21 168  | 21 907  | 22 845  | 23 197  | 21 937  | 22 030 |
| 212                                               | dont CAS Pensions                                       | 7 861   | 8 154   | 8 350   | 8 455   | 8 571   | 8 489  |
| TOTAL de la « mission Défense » y.c. CAS Pensions | TOTAL de la « mission Défense » y.c. CAS Pensions       | 39 689  | 40 591  | 42 551  | 44 354  | 46 077  | 47 695 |
| Sources                                           | Sources                                                 | [ 111 ] | [ 112 ] | [ 107 ] | [ 113 ] | [ 114 ] | ,      |

Ce budget n'inclut pas celui de la Gendarmerie nationale. S'élevant en 2018 à 8,65 milliards d’euros en crédits de paiement, il figure dans celui de la « mission Sécurités » du ministère de l'Intérieur, qui inclut également celui de la Police nationale et de la Sécurité civile.

### Tendances historiques

Évolution des dépenses militaires de la France en pourcentage du PIB de 1960 à 2022

Le budget consacré à la Défense en France a, en proportion du PIB, fortement baissé depuis 1960. La baisse n'est cependant pas régulière sur toute la période, et on peut distinguer plusieurs phases :
- Une forte baisse de 1960 au milieu des années 1970 consécutive à la fin de la guerre d'Algérie ainsi qu'à une croissance rapide du PIB dans le contexte des Trente glorieuses.
- Une stabilisation, voire une faible hausse, entre le milieu des années 1970 et le milieu des années 1980, en pleine guerre froide, dans un contexte marqué par un regain de tensions avec le bloc soviétique, avec la crise des euromissiles et l'invasion de l'Afghanistan par les Soviétiques.
- Une baisse continue entre le milieu des années 1980 et le début des années 2000 après la fin de la guerre froide.
- Une baisse graduelle du début des années 2000 jusqu'à 2015, avec un pic isolé en 2009 dans un contexte de récession et de relance budgétaire ponctuelle.
- Une stabilisation en 2016-2017, consécutive à la menace terroriste.
- Une hausse graduelle depuis 2018.

Les données utilisées par le gouvernement français dans la LPM 2014-2019 et la LPM 2019-2024 et par l'OTAN pour estimer l'effort de défense français sont basés essentiellement sur la mission « Défense » ; sur cette base, le ratio est de l'ordre de 1,8 % du PIB dans les années 2010, et de 1,45 % du PIB hors pensions.
L'annexe au projet de loi de finances de 2020 relative à la mission « Défense » indique que « conformément aux engagements de la LPM 2019-2025, le PLF 2020 s’inscrit dans l’objectif d’atteindre un effort de défense de 2 % du PIB en 2025. Il est ainsi porté à 1,86 % en 2020 ». De la même manière, le PLF 2021 respecte la trajectoire prévue par la LPM 2019-2025 avec une nouvelle hausse des crédits de paiement (hors CAS Pensions) de 1,7 milliard € portant le budget à 39,2 milliards €,.
| Rubrique budgétaire,                                     | 2016    | 2017    | 2018    | 2019    | 2019    | 2020    | 2020    | 2021    |
| Rubrique budgétaire,                                     | LFI ,   | LFI     | Exéc.   | LFI     | Exéc.   | LFI     | Prév.   | PLF ,   |
| -------------------------------------------------------- | ------- | ------- | ------- | ------- | ------- | ------- | ------- | ------- |
| PIB France (Mds.)                                        | 2 234,1 | 2 295,1 | 2 353,1 | 2 416,9 | 2 425,7 | 2 479,4 | 2 223,0 | 2 407,8 |
| Mission Défense (y.c. CAS Pensions)                      | 39,7    | 40,6    | 42,6    | 44,4    | 44,1    | 46,1    | 46,1    | 47,7    |
| % Défense (y.c. CAS Pensions) / PIB France               | 1,77 %  | 1,77 %  | 1,81 %  | 1,83 %  | 1,85 %  | 1,86 %  | 2,07 %  | 1,98 %  |
| Budget général de l'État relatif aux missions (Mds.)     | 309,7   | 318,5   | 325,2   | 338,0   | 329,3   | 337,7   |         | 378,7   |
| % Défense (y.c. CAS Pensions) / Budget général de l'État | 12,81 % | 12,74 % | 13,08 % | 13,12 % | 13,40 % | 13,67 % |         | 12,59 % |

La part de la « mission Défense » dans le budget de l'État français en 2017 est de 12,74 %, niveau historiquement bas. Cette part augmente les années suivantes, pour atteindre 13,67 % dans la loi de finances initiale du budget de 2020. La pandémie de Covid-19 conduit à augmenter les dépenses de l'État, réduisant mécaniquement la proportion des dépenses militaires, bien qu'elles ne soient pas réduites. Le projet de loi de finances pour 2021 intègre le plan de relance 2020-2022 ; malgré l'augmentation de près d'1,7 milliard € des crédits de paiement de la mission Défense, sa part dans le budget diminue à 12,59 %.

### Comparaisons internationales
Le graphique qui aurait dû être présenté ici ne peut pas être affiché car il utilise l'ancienne extension Graph, désactivée pour des questions de sécurité. Des indications pour créer un nouveau graphique avec la nouvelle extension Chart sont disponibles ici.

Le graphique qui aurait dû être présenté ici ne peut pas être affiché car il utilise l'ancienne extension Graph, désactivée pour des questions de sécurité. Des indications pour créer un nouveau graphique avec la nouvelle extension Chart sont disponibles ici.

Les comparaisons internationales sont rendues complexes par les différences de méthodes comptables et par les effets des variations de cours de change. Le SIPRI, l'OTAN et l'EDA sont les trois principales sources d'information disponibles. La première couvre le monde entier, tandis que les deux autres publient des données pour les pays respectivement membres de l'OTAN et de l'Union européenne.
Selon les données de l'OTAN, le Royaume-Uni, l'Allemagne et la France sont les trois États d'Europe occidentale qui ont le plus gros budget militaire en valeur absolue entre 2010 et 2020. En 2019 et 2020, l'Allemagne occupe la seconde place devant la France et derrière le Royaume-Uni. Selon les documents budgétaires officiels d'Allemagne, le budget de la défense passe de 38,5 en 2018 à 43,2 milliards d'euros en 2019, soit une progression de 12,2 % en termes courants ; il atteint 45,2 milliards en 2020. Ces chiffres, non directement comparables à ceux de l'OTAN, traduisent un effort important d'investissement dans la disponibilité des matériels, tombée à un niveau très bas, et dans l'acquisition de nouveaux équipements,.
Sur la base des données du SIPRI, le budget de défense de la Russie est le plus élevé d'Europe. En forte baisse en 2018 (à 52 milliards d'euros) en raison de la chute du PIB liée aux cours du pétrole, il retrouve en 2019 un niveau très proche de celui de 2017, supérieur à 58 milliards.
L'atteinte ou non de l'objectif, confirmé lors du sommet de l'OTAN de 2014, que chaque pays de l'OTAN consacre au moins 2 % de son PIB à la défense fait chaque année l'objet d'une publication de l'OTAN, selon laquelle, en 2019, la France consacre 1,83 % de son PIB à la défense ; ce chiffre bondit en 2020 à 2,11 %, en raison de la chute de son PIB résultant de la pandémie de Covid-19. Ce biais vaut pour tous les pays de l'OTAN en 2020. En proportion du PIB, la France est dépassée en 2019 par dix autres États européens membres de l'OTAN, et en 2020 par sept dont le Royaume-Uni et la Pologne. Malgré sa forte augmentation depuis 2018, le budget de défense de l'Allemagne ne représente que 1,36 % en 2019 et 1,57 % de son PIB. La tendance générale à l'augmentation des budgets de défense amorcée en 2017 se poursuit depuis lors dans la plupart des pays d'Europe.
Selon un calcul composite associant de nombreux critères quantitatifs, qualitatifs, et opérationnels, l'Armée française était en 2017 la deuxième armée en Europe après la Russie et la cinquième au niveau mondial, après les États-Unis, la Russie, la Chine, et l'Inde.

## Déploiements opérationnels
Les déploiements opérationnels des Forces armées françaises entrent dans quatre catégories distinctes :
- Les déploiements en France métropolitaine ;
- Les forces prépositionnées de souveraineté stationnées dans les départements et collectivités français d’outremer ;
- Les forces prépositionnées de présence, implantées en Afrique et au Moyen-Orient, en vertu d'accords bilatéraux avec les États concernés ;

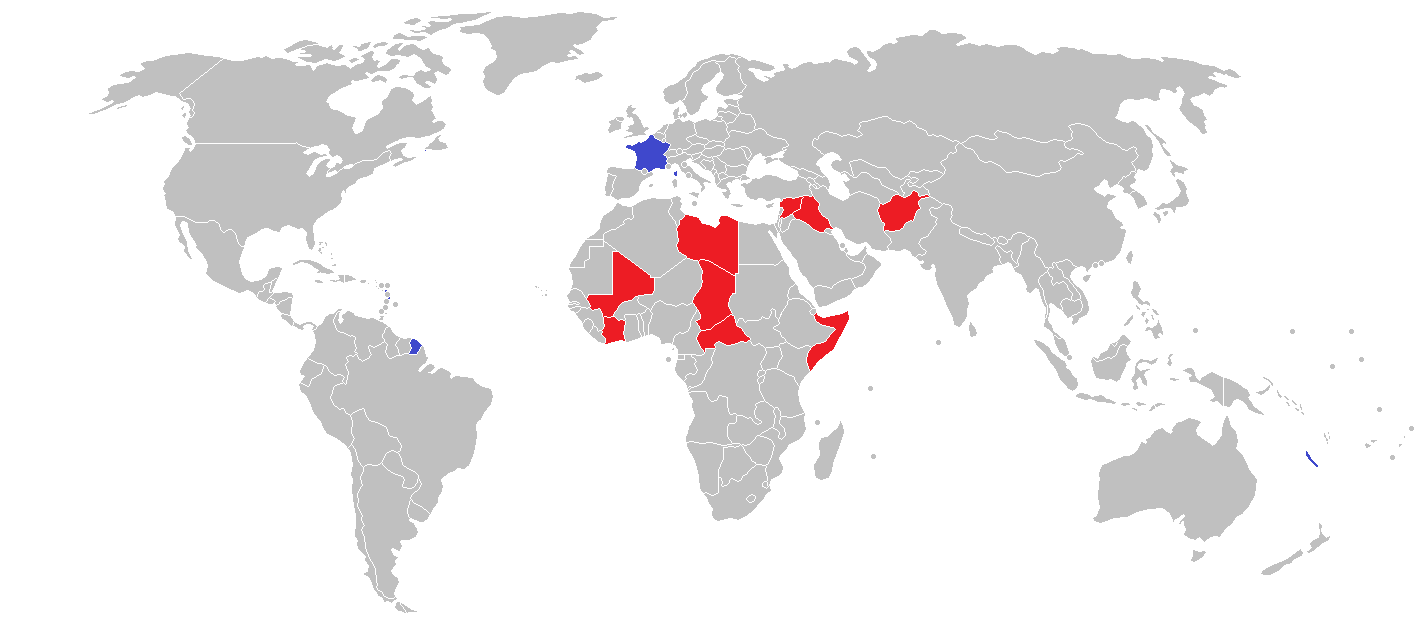
Exemples d'opérations extérieures depuis 2001 :
- Opération Sangaris
- Opération Chammal
- Opération Barkhane au Sahel

- Les opérations extérieures (OPEX), d'initiative nationale ou bien dans un cadre international, comme les opérations de soutien de la paix et du droit international sous mandat de l’Organisation des Nations unies (ONU).

Sous l'autorité du CEMA, l'ensemble de ces déploiements sont conduits par le Centre de planification et de conduite des opérations (CPCO). Les forces prépositionnées de manière permanente en dehors du territoire métropolitain contribuent à 4 des 5 fonctions stratégiques confiées aux armées : la connaissance et l'anticipation, la protection, l'intervention extérieure et la protection.
Les forces prépositionnées sont déployées de façon permanente en dehors du territoire métropolitain dans les principales zones d’intérêt stratégique nationales et internationales. Elles constituent un réservoir de forces rapidement projetables en-dehors du territoire métropolitain pour appuyer les déploiements opérationnels à l’étranger et participer à la stabilité dans les régions sensibles. En 2016, elles comptent 11 000 militaires français :
- Les forces de souveraineté sont depuis 2015 articulées autour de trois « théâtres » : le théâtre Caraïbes fort de 1 000 hommes aux Antilles et de 2 300 hommes en Guyane, le théâtre Pacifique avec 1 400 hommes en Nouvelle-Calédonie et 900 hommes en Polynésie française, et le théâtre Océan indien avec 1 600 hommes stationnés dans plusieurs bases du sud de l'océan[135]. Elles sont dirigées par des officiers généraux appelés « Commandants supérieurs » subordonnés au CEMA.
- Les forces de présence assurent la défense des intérêts français et la sécurité de nos ressortissants présents sur ces territoires éloignés ou dans les régions voisines. Elles sont stationnées à Djibouti, au Gabon, au Sénégal, en Côte d’Ivoire et aux Émirats arabes unis, en vertu d'accords bilatéraux avec ces États.

Les opérations extérieures sont les interventions des forces militaires françaises en dehors du territoire national. La décision d’engagement des armées est prise par le président de la République en Conseil de défense. La qualification d’OPEX résulte d’un arrêté du ministre des Armées, qui porte ouverture du théâtre d’engagement en précisant la zone géographique et la période concernées. Le gouvernement doit informer le Parlement dans les trois jours ; un débat parlementaire sans vote peut être organisé, comme ce fut le cas le 24 septembre 2014 lors de l’intervention de la France en Irak avec l’opération Chammal ou le 25 septembre 2015 lors de l’engagement des forces aériennes en Syrie. Si l’intervention extérieure se prolonge au-delà de quatre mois, le gouvernement soumet cette prolongation à l’autorisation du Parlement.
Du fait de son statut de puissance militaire et de son appartenance à de nombreuses organisations internationales, la France est souvent activement impliquée dans des opérations de maintien ou de rétablissement de la paix en Afrique, au Moyen-Orient et dans les Balkans. Les OPEX peuvent être menées soit par les seules forces françaises, soit en coopération avec ses alliés, le plus souvent dans le cadre de l'OTAN ou dans celui de l'Union européenne au titre de la PSDC.

## Archives
Jusqu'à présent, les archives de l'Armée de terre, de l'Armée de l'air et de la Marine nationale sont déposées au château de Vincennes, celles de l'Armement à Châtellerault, celles de la Gendarmerie à Maisons-Alfort, l'établissement de communication et de production audiovisuelle de la Défense occupe le fort d'Ivry-sur-Seine et les archives des anciens combattants se trouvent à Caen. À terme, tout sera réuni à Vincennes, sauf les archives de l'armement qui demeureront à Châtellerault. Du fait de l'histoire de « La Royale », la majorité des archives de la Marine sont conservées à Brest, Cherbourg, Lorient, Rochefort et Toulon.
En général, un dossier est ouvert au bout de 30 ans, ceux qui sont susceptibles de nuire à la sécurité de l'État ne sont accessibles qu'au bout de 60 ans. Les procès et les dossiers d'état civil ne sont consultables qu'au bout de 100 ans et les dossiers individuels au bout de 120 ans.

## Galerie

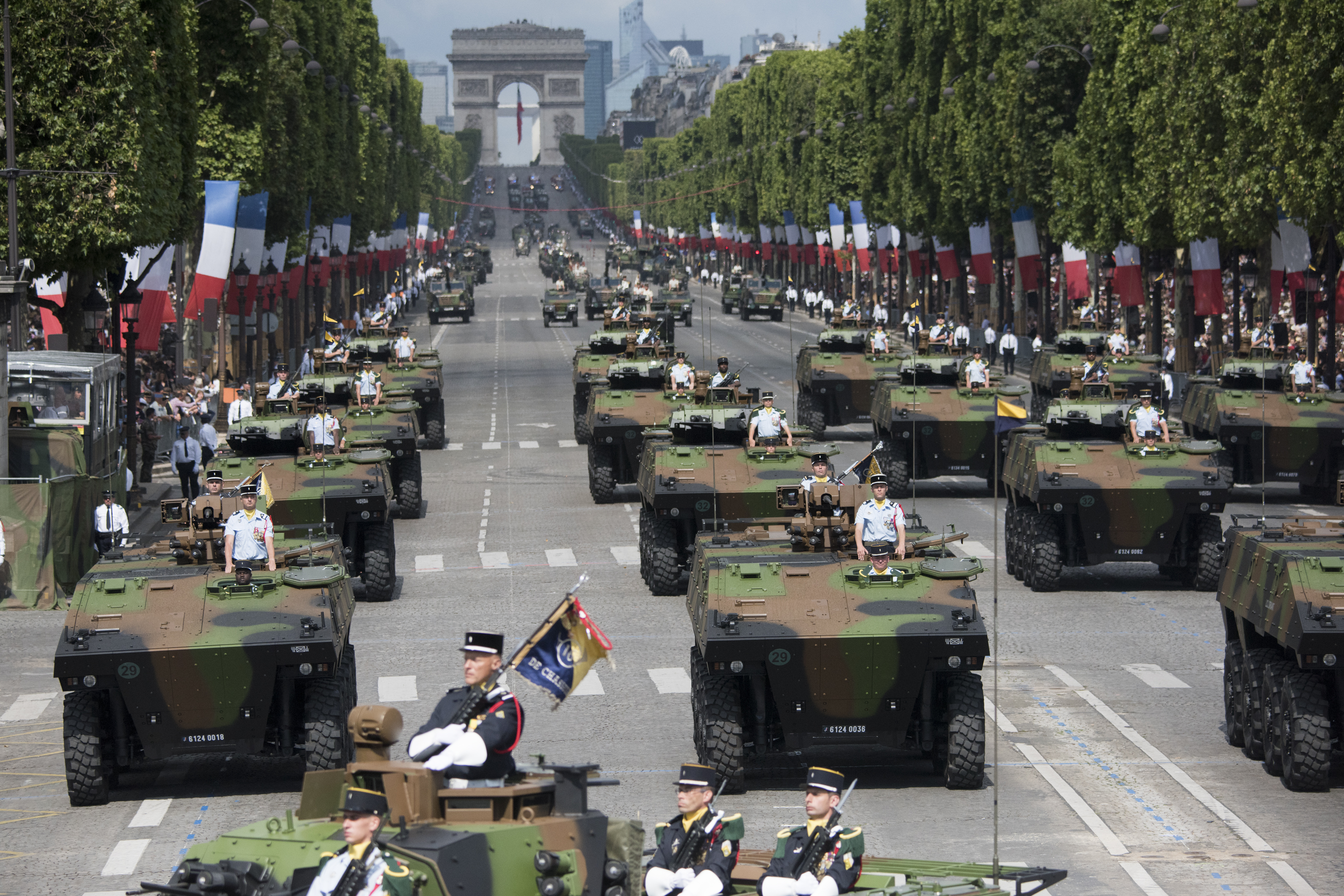
Défilé du 14 juillet 2017 à Paris. Au premier plan, des VBCI.
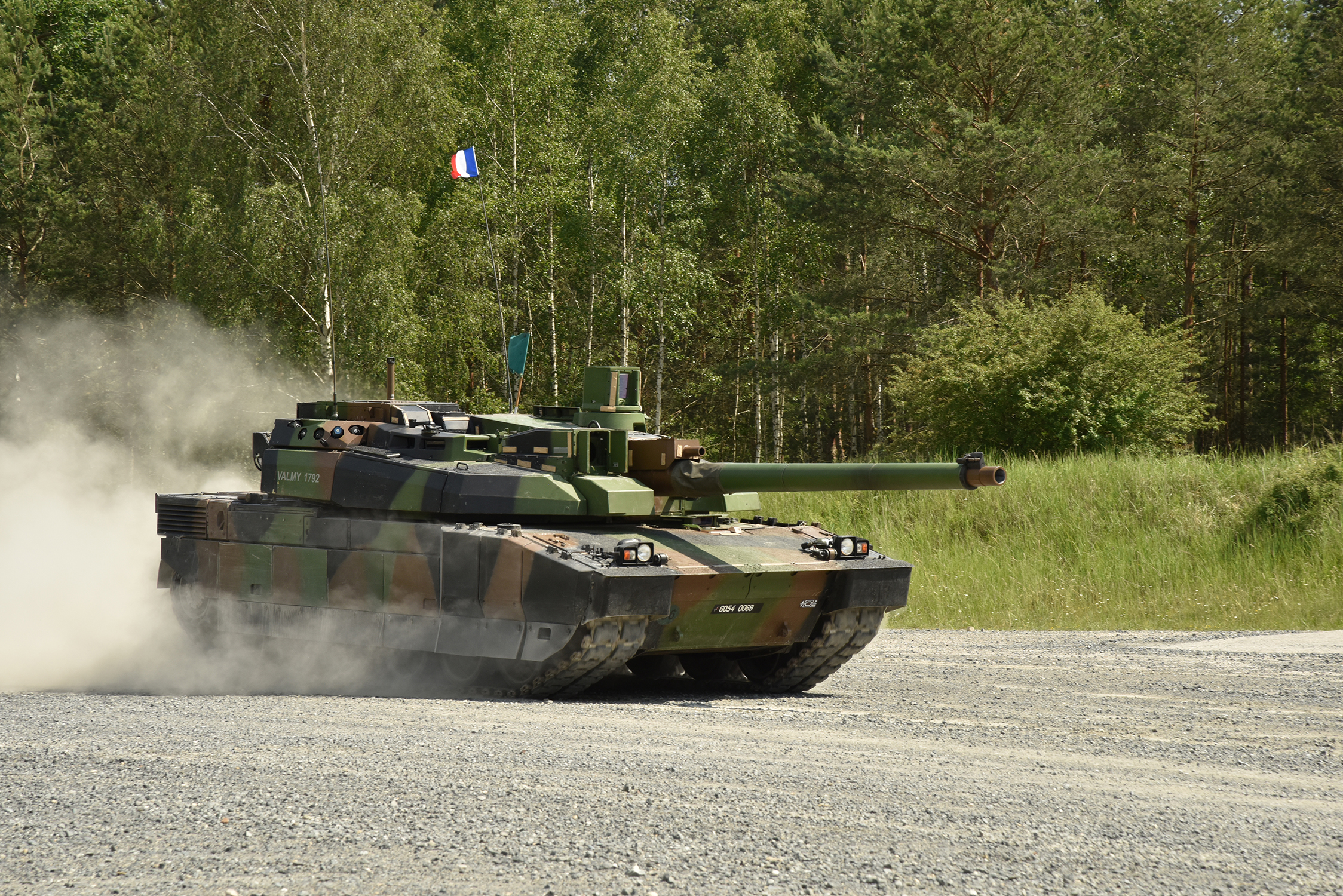
Char de combat Leclerc participant à Strong Europe Tank Challenge.
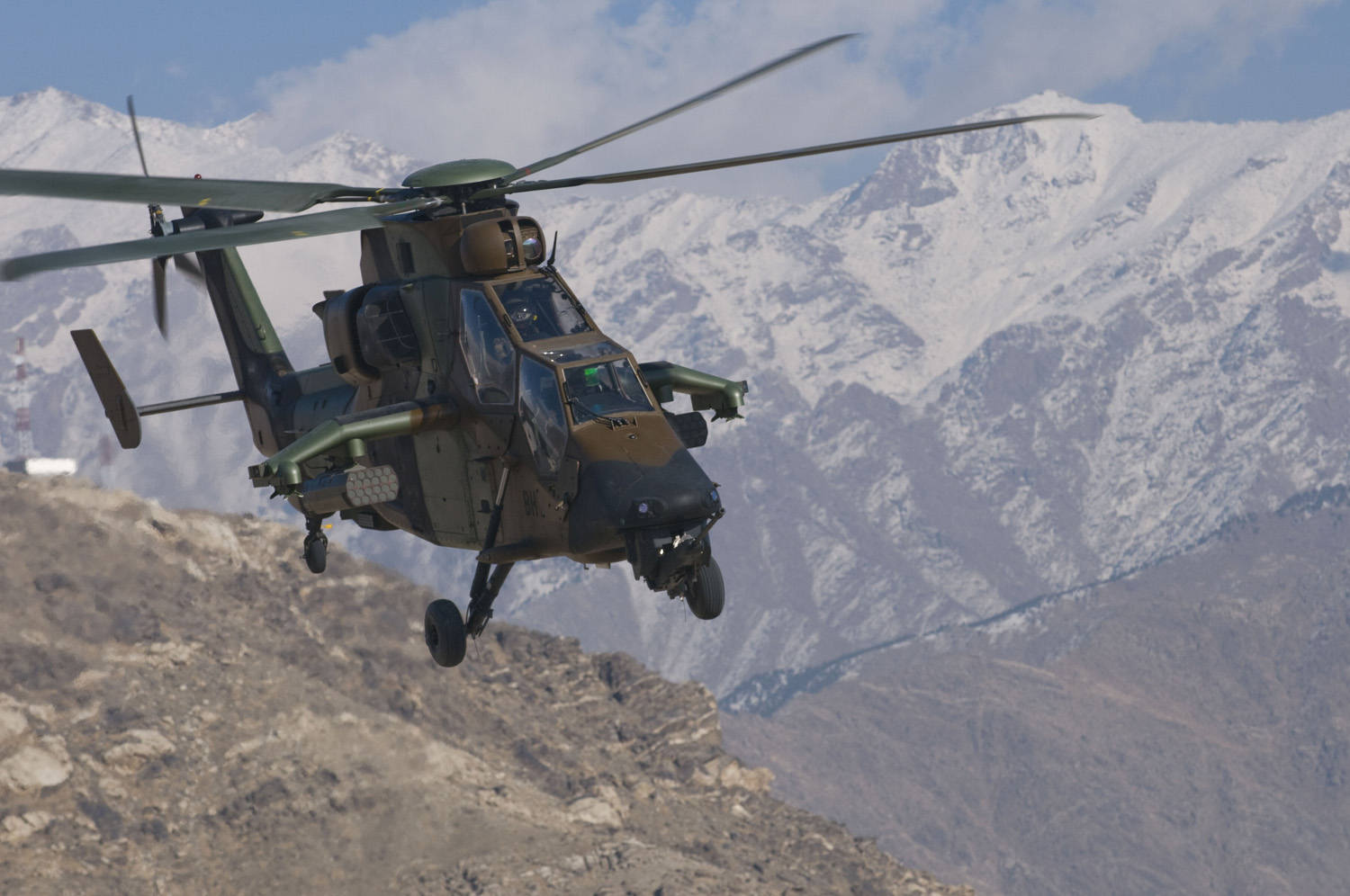
EC665 Tigre, hélicoptère d’attaque.
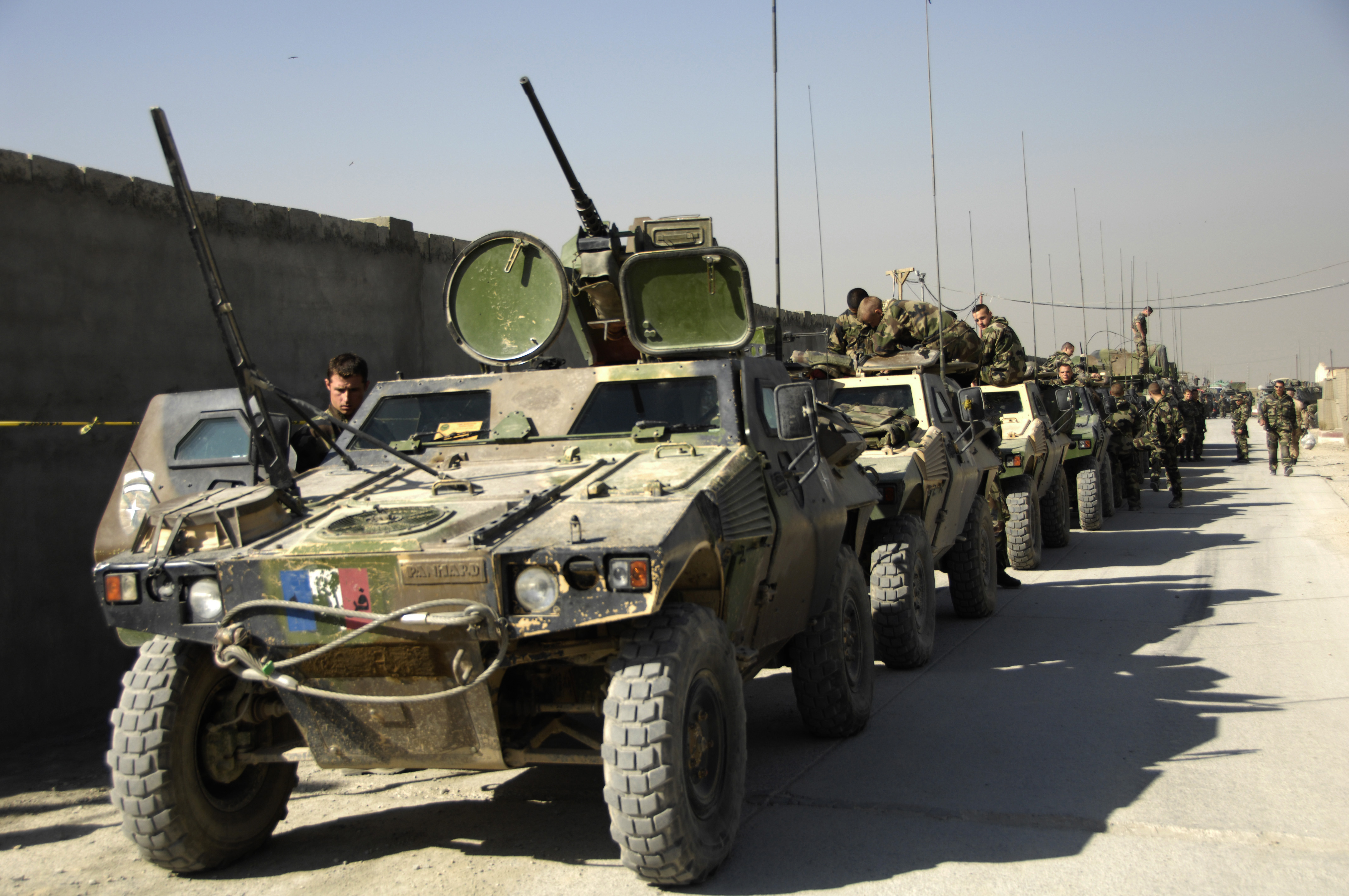
Colonne de véhicules blindés légers.
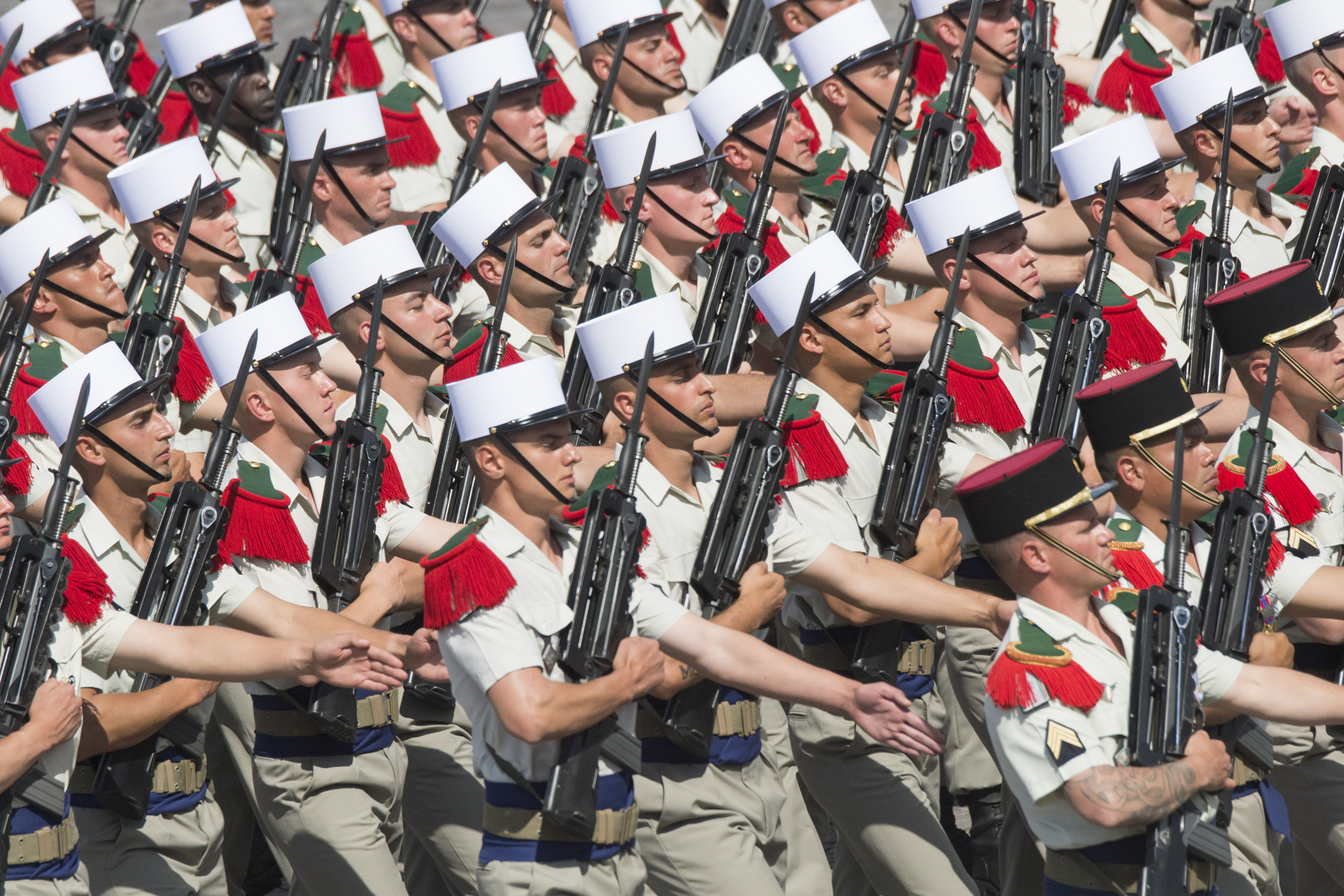
Légionnaires, en tenue de défilé, portant un fusil d'assaut FAMAS.
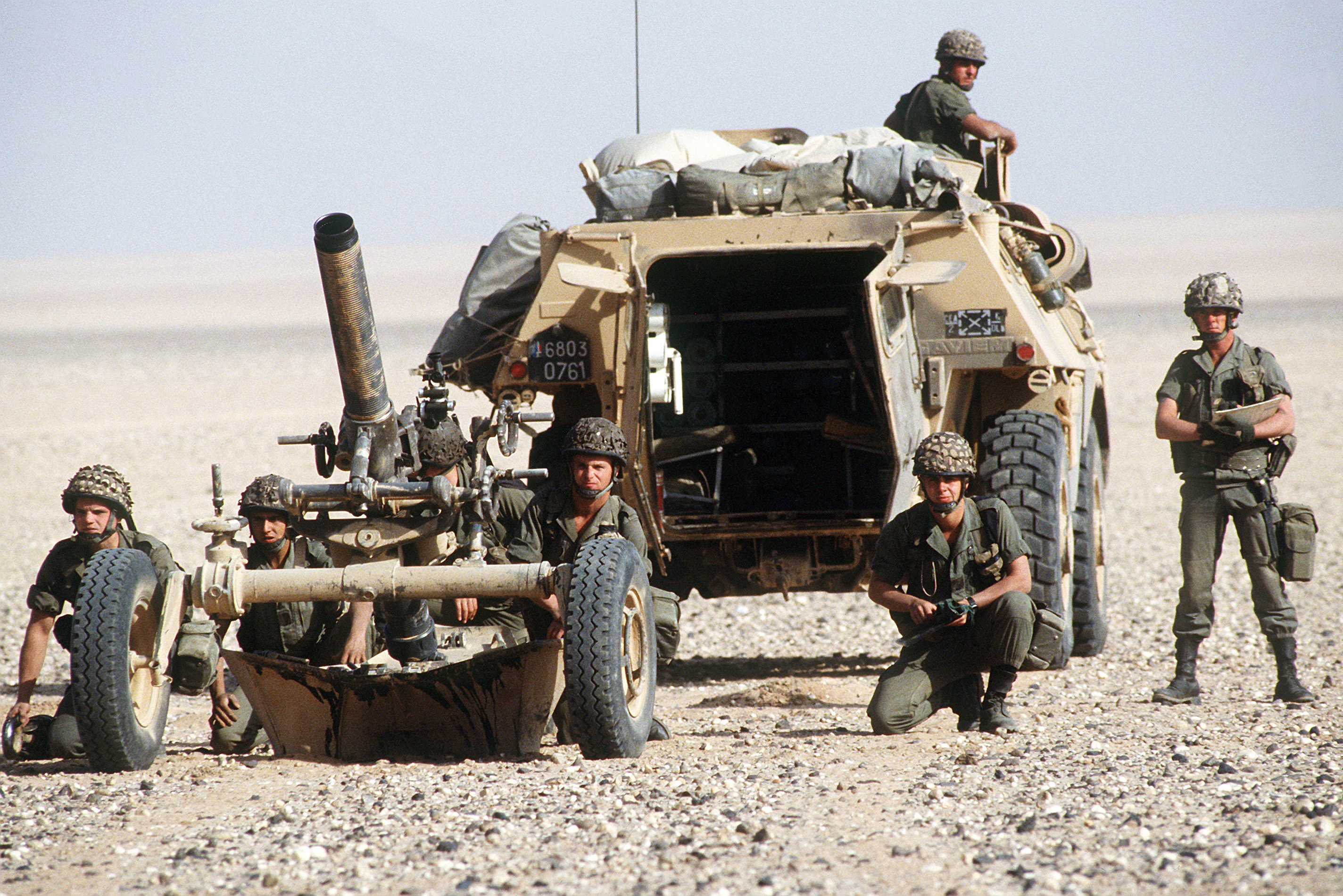
Mortier de 120 mm de la compagnie d'éclairage et d'appui du 2e REI durant l'opération Daguet.
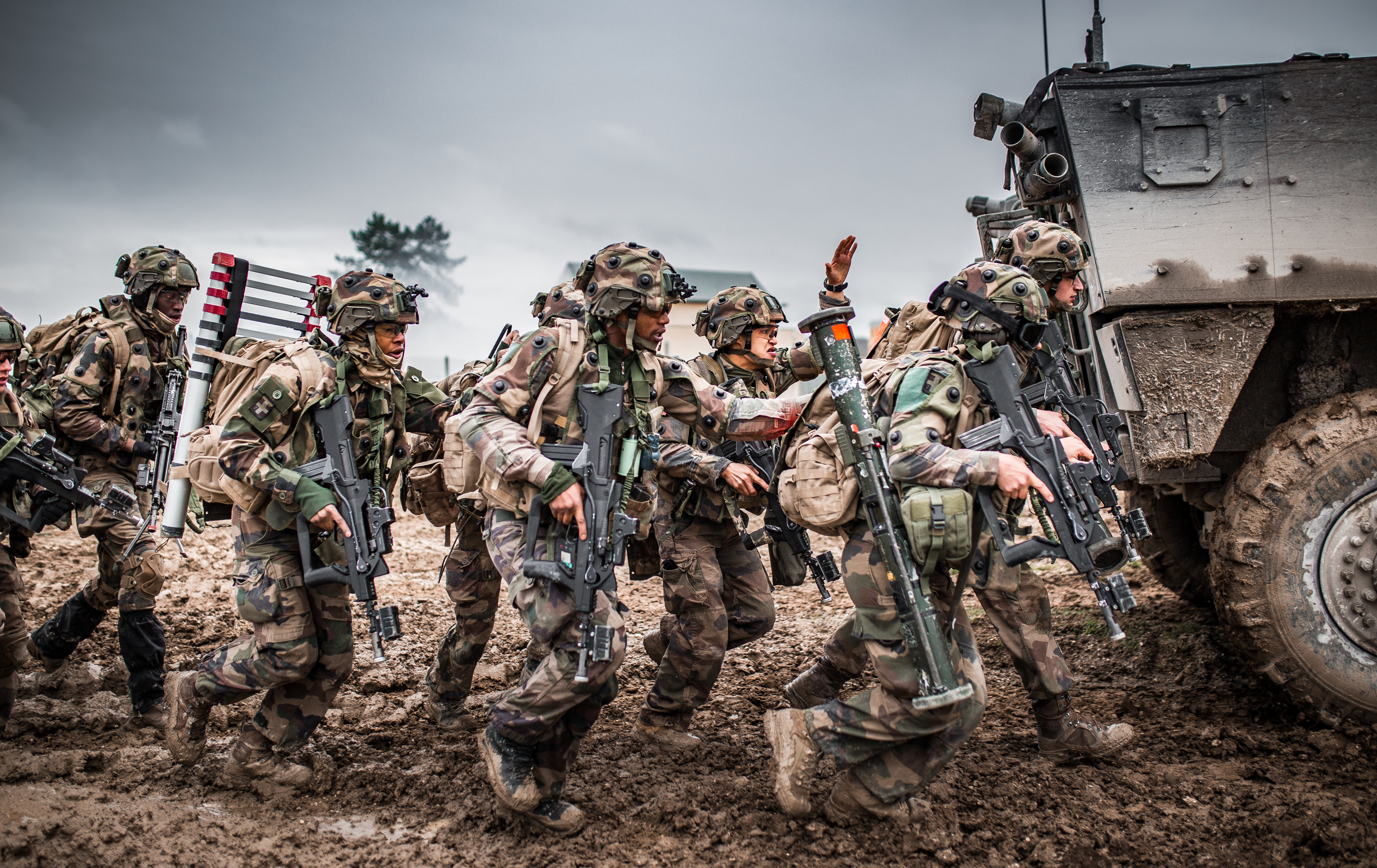
Soldats du 35e régiment d'infanterie en formation derrière un VBCI.

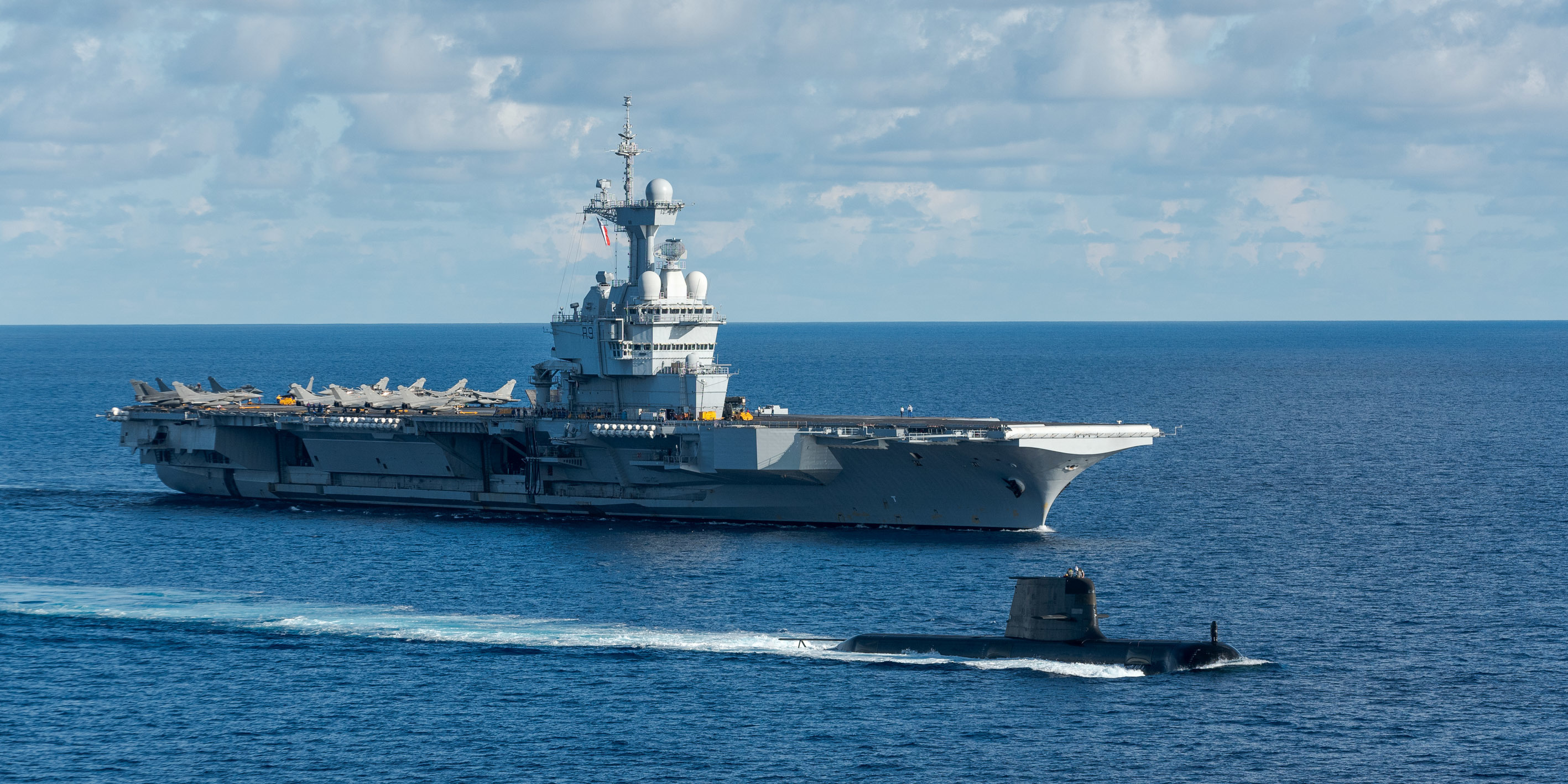
Le Charles de Gaulle, porte-avions à propulsion nucléaire.
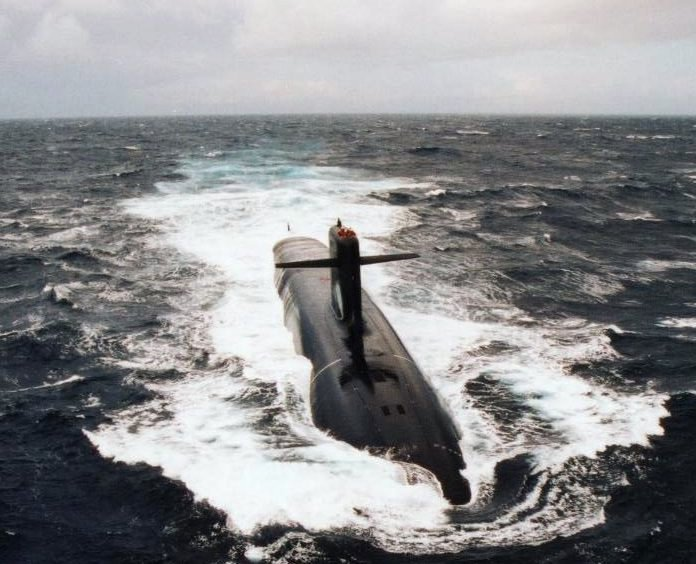
Le Triomphant, sous-marin nucléaire lanceur d’engins furtif.
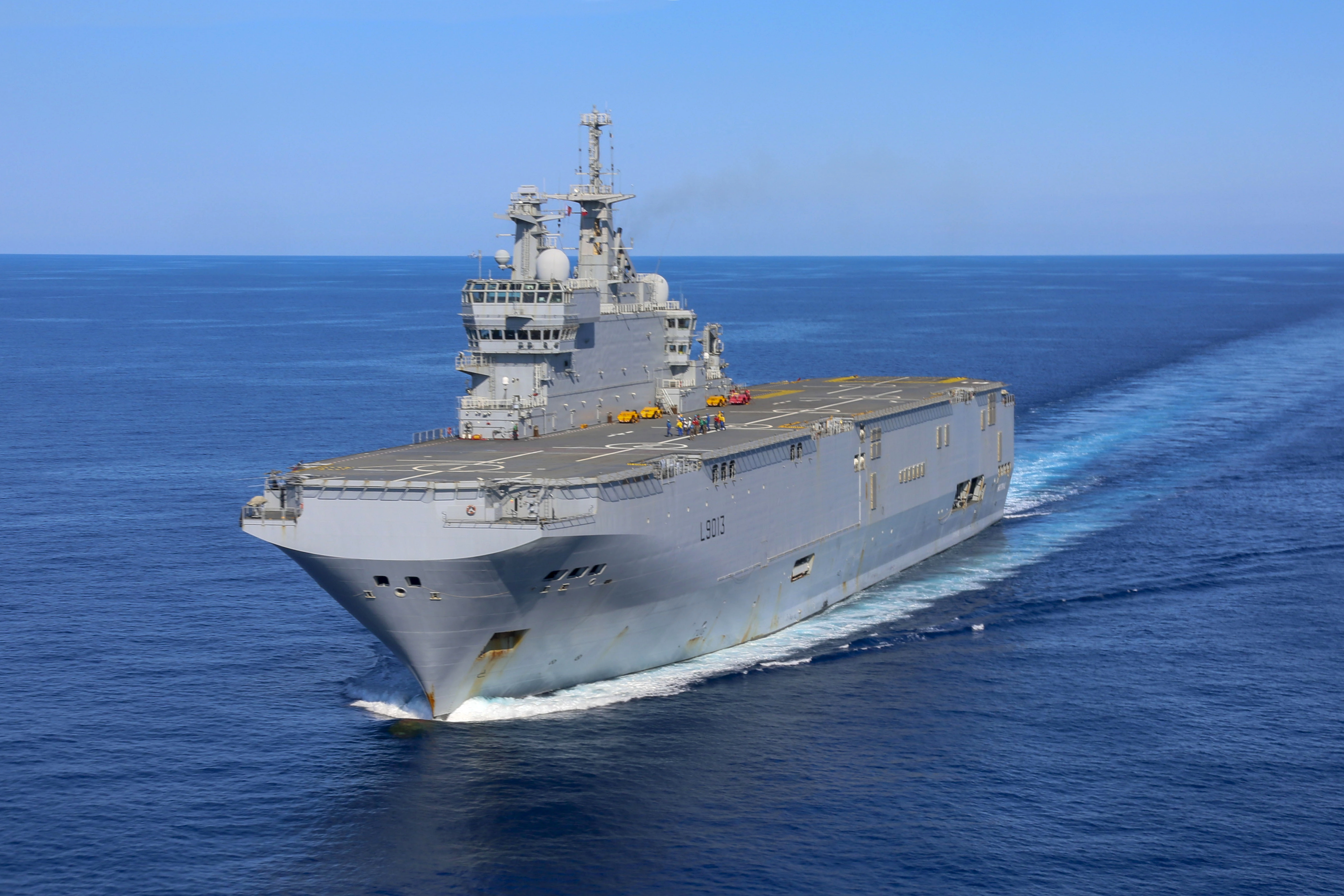
Porte-hélicoptères d'assaut de classe Mistral, navire amphibie.
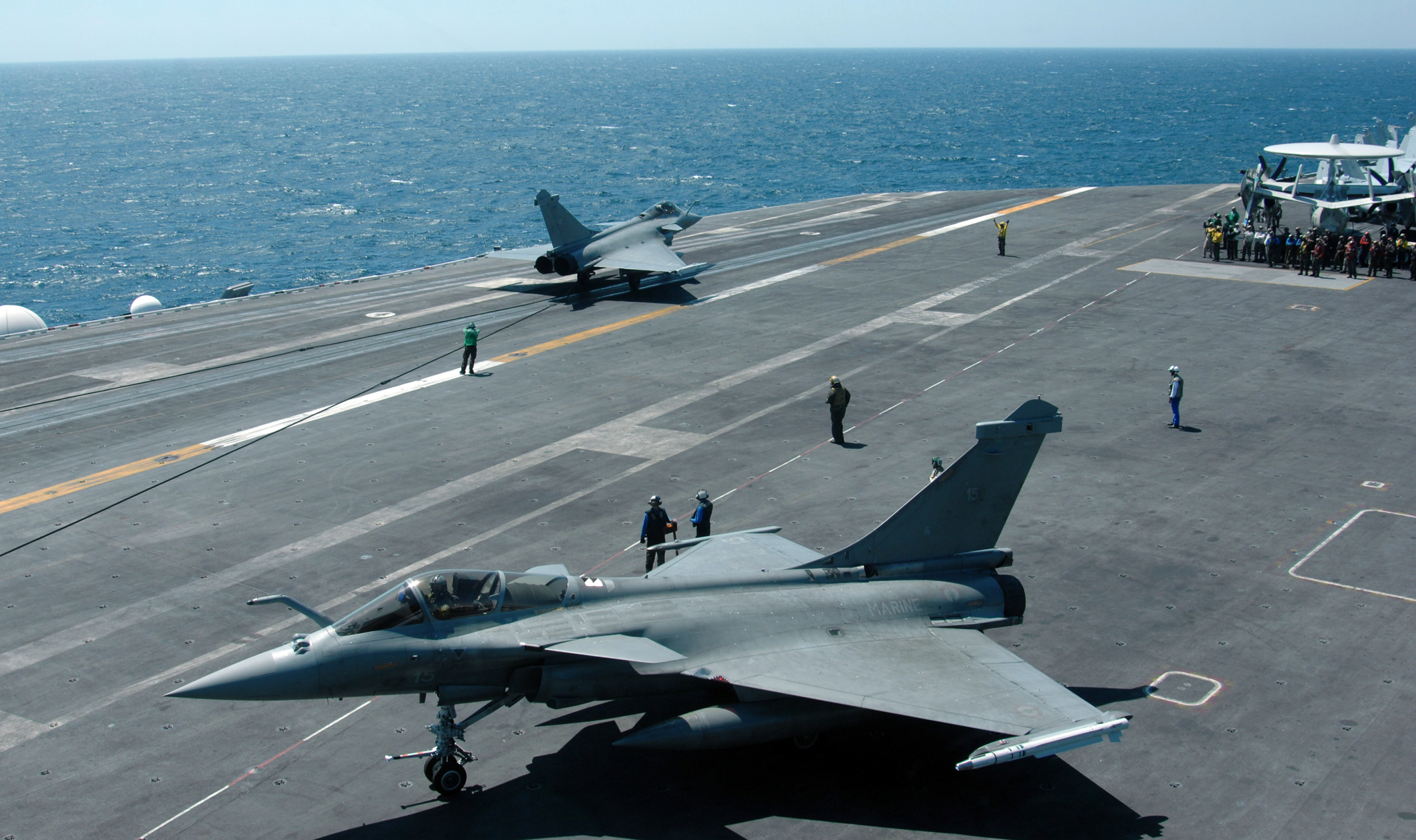
Avion « multirôle » Rafale de l'Aéronavale, l'aviation embarquée de la Marine.
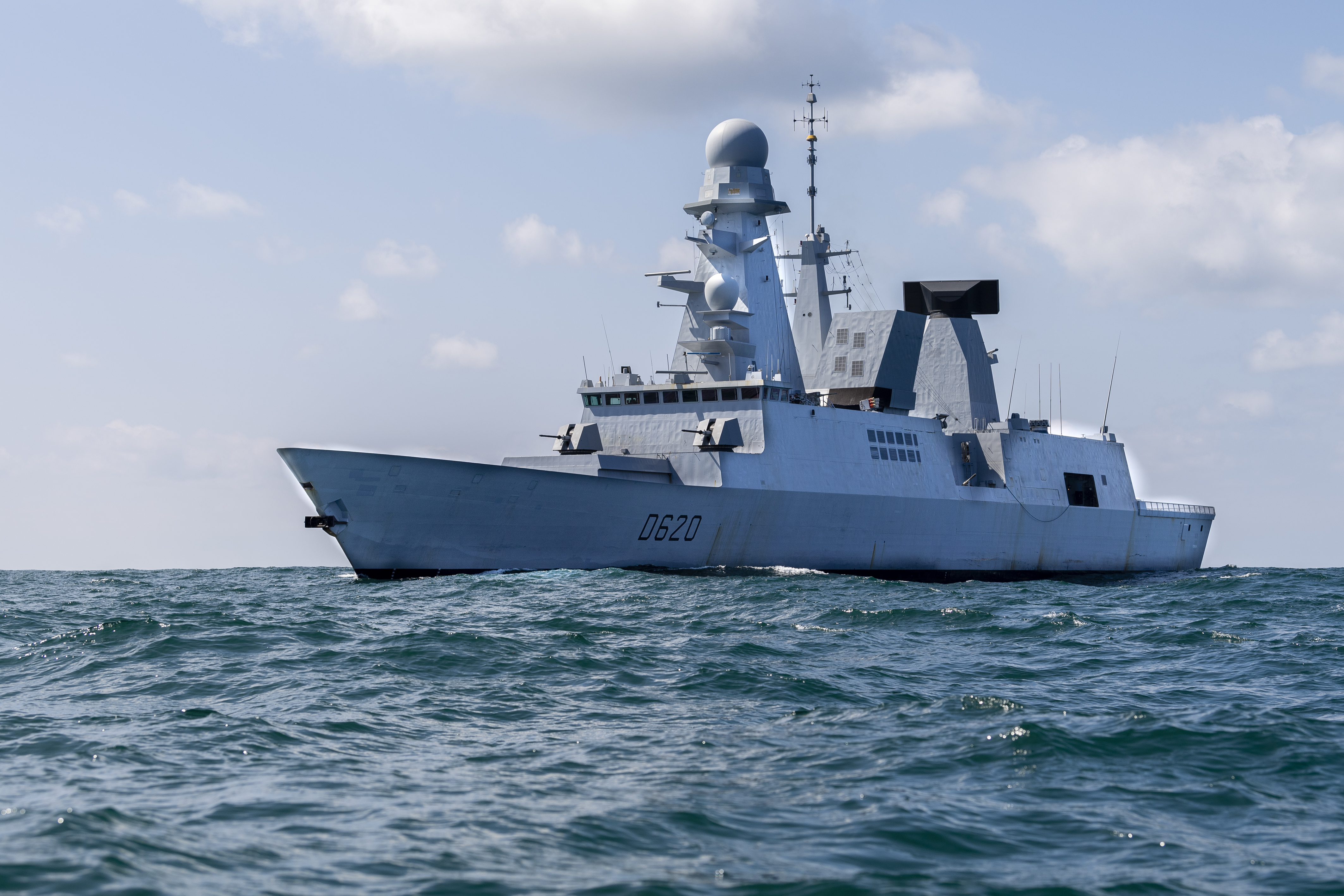
Frégate de classe Horizon.
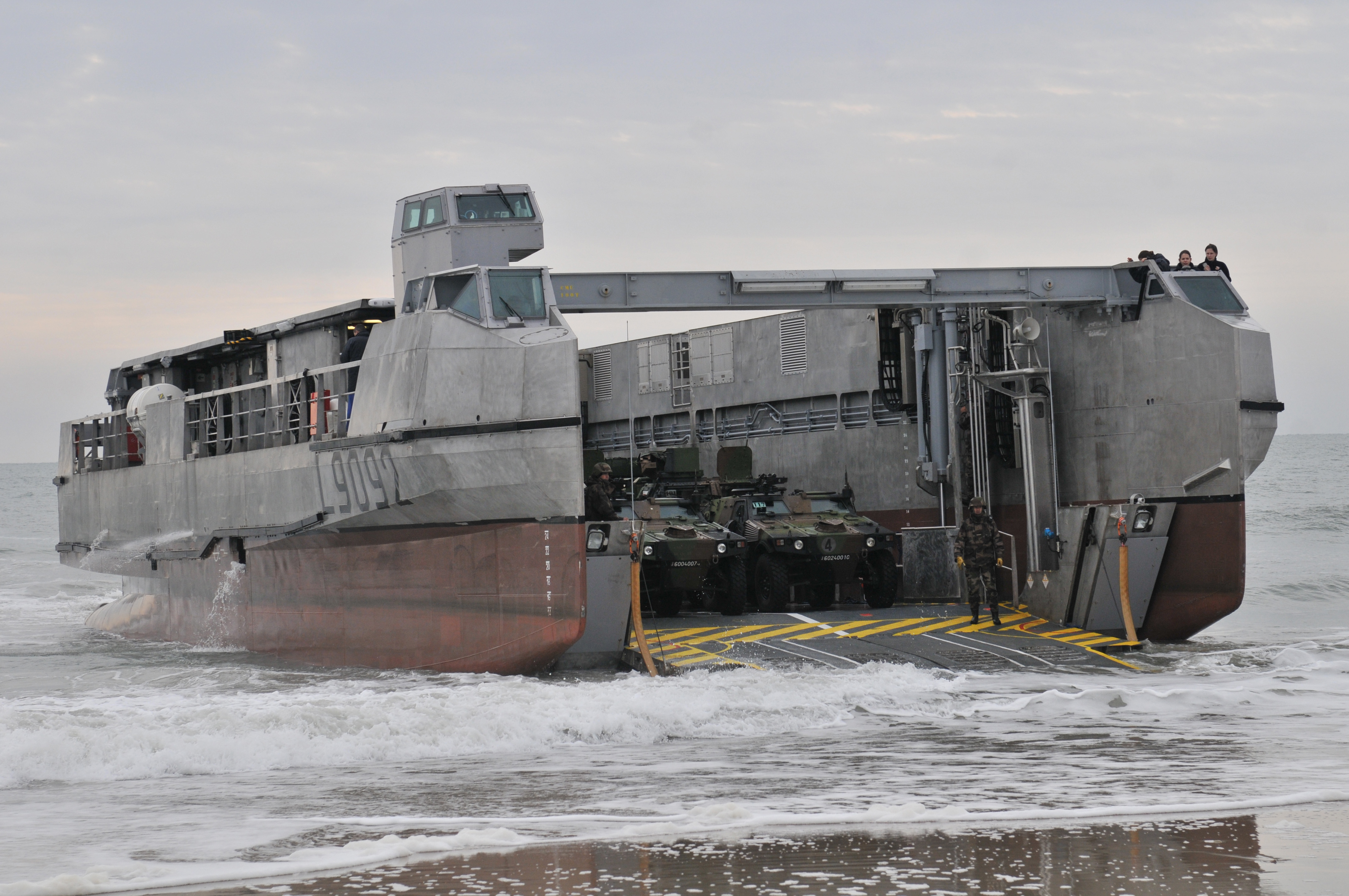
L'EDA-R, engin de débarquement amphibie rapide.

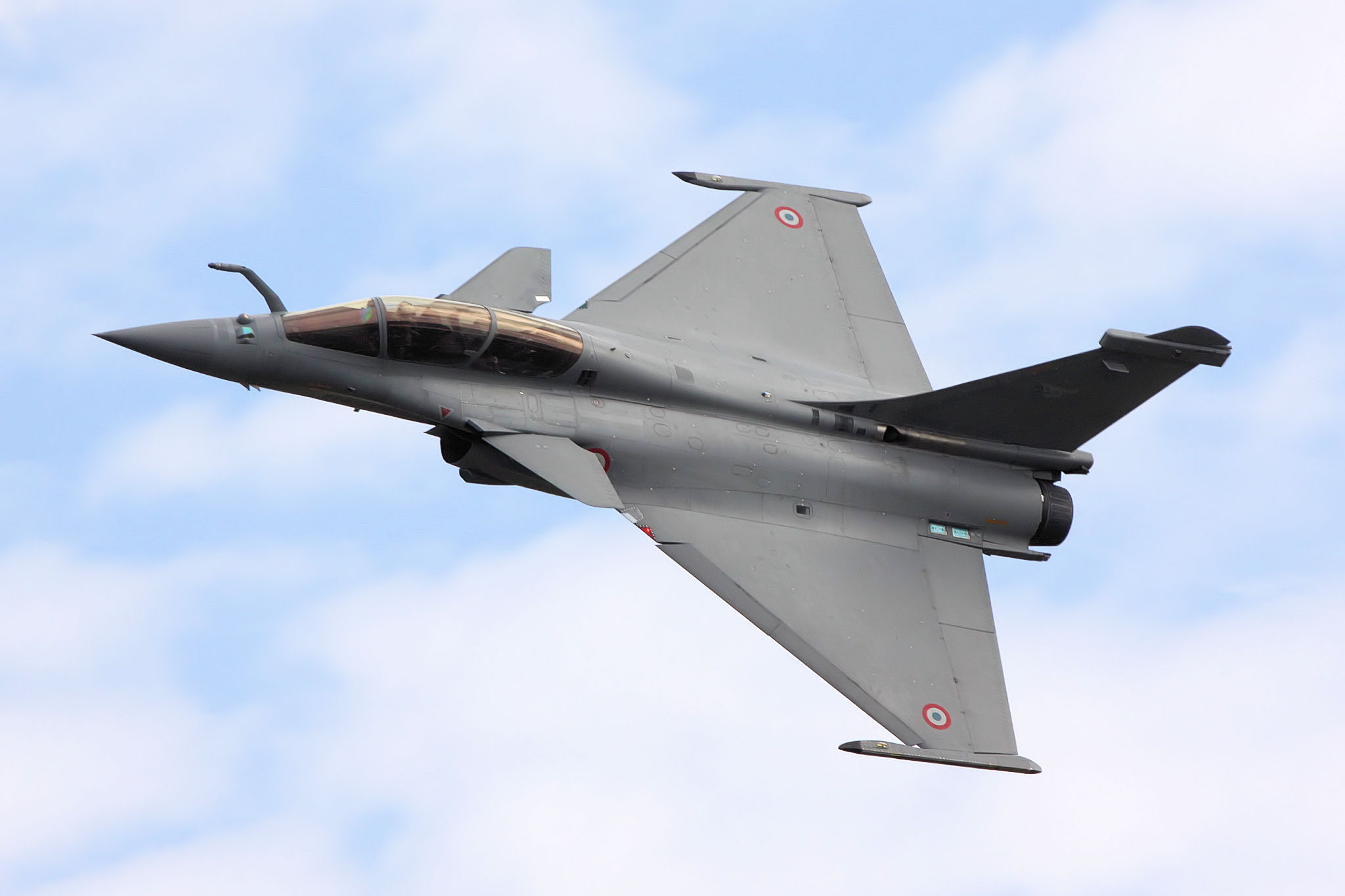
Avion de combat multirôle Rafale.
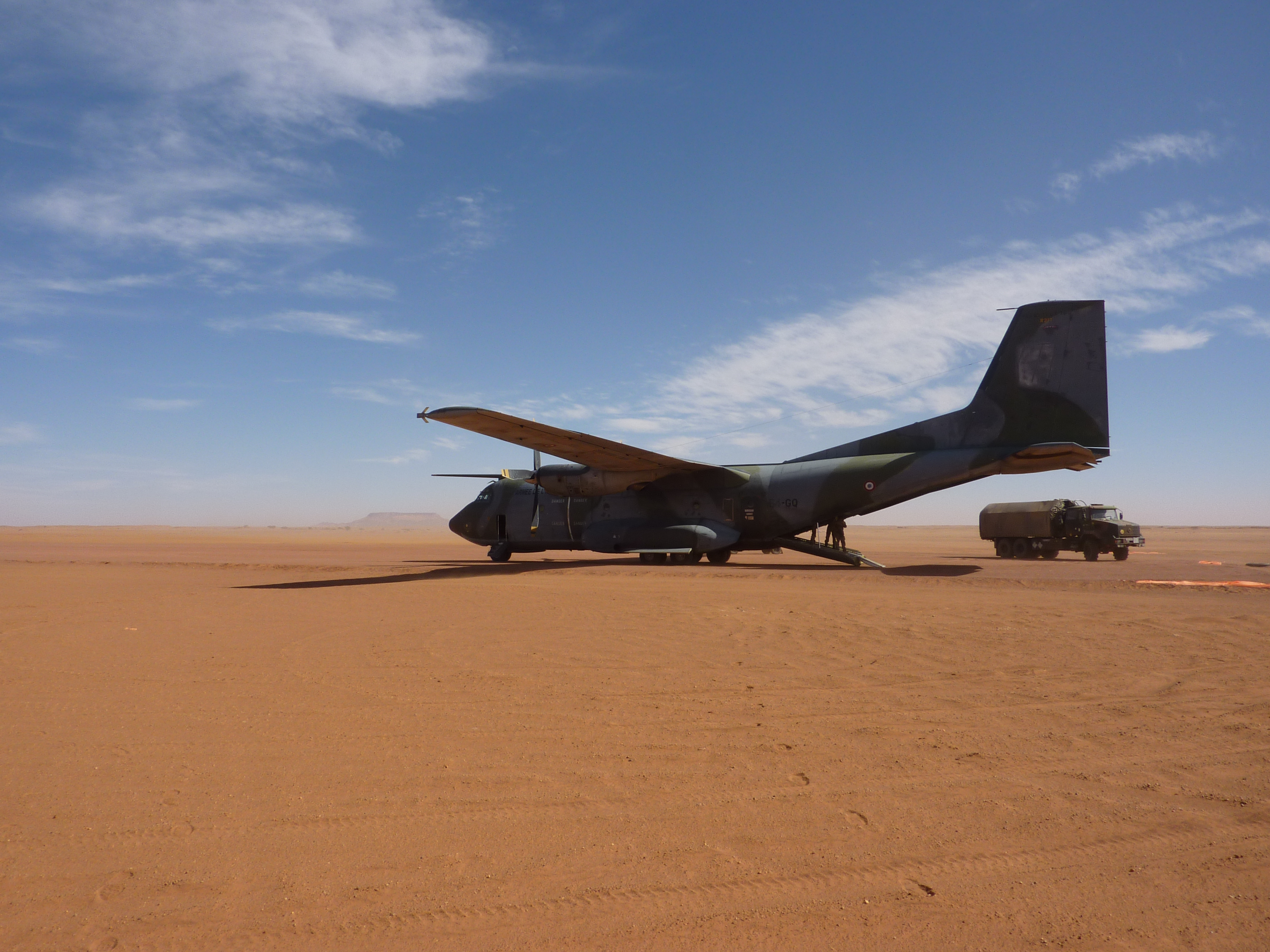
Avion de transport militaire C-160 Transall.
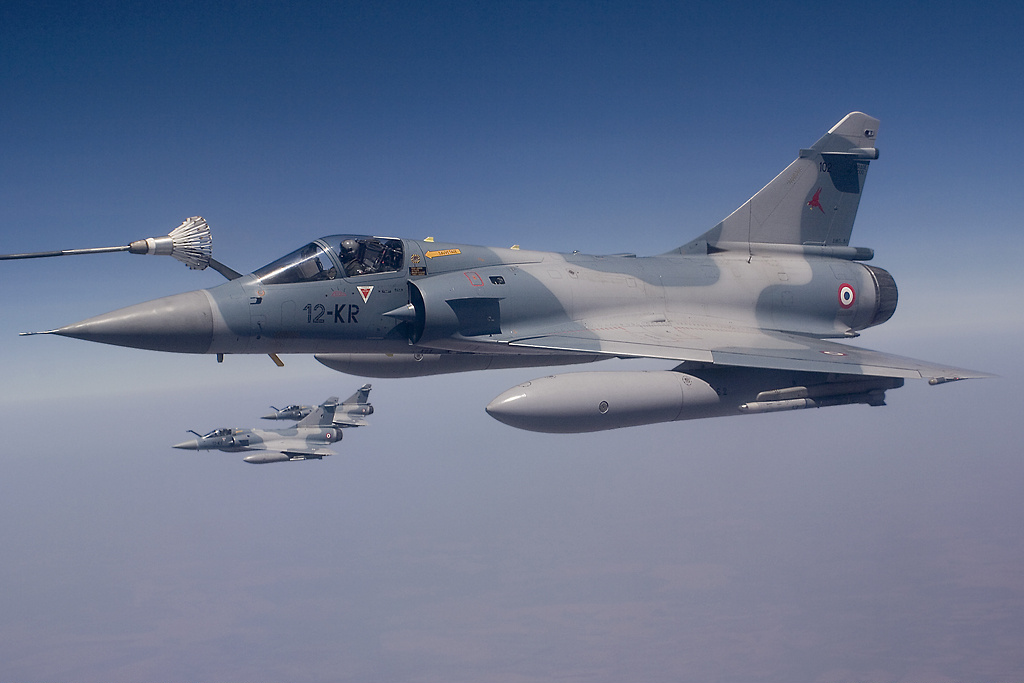
Avion de chasse Mirage 2000-5.
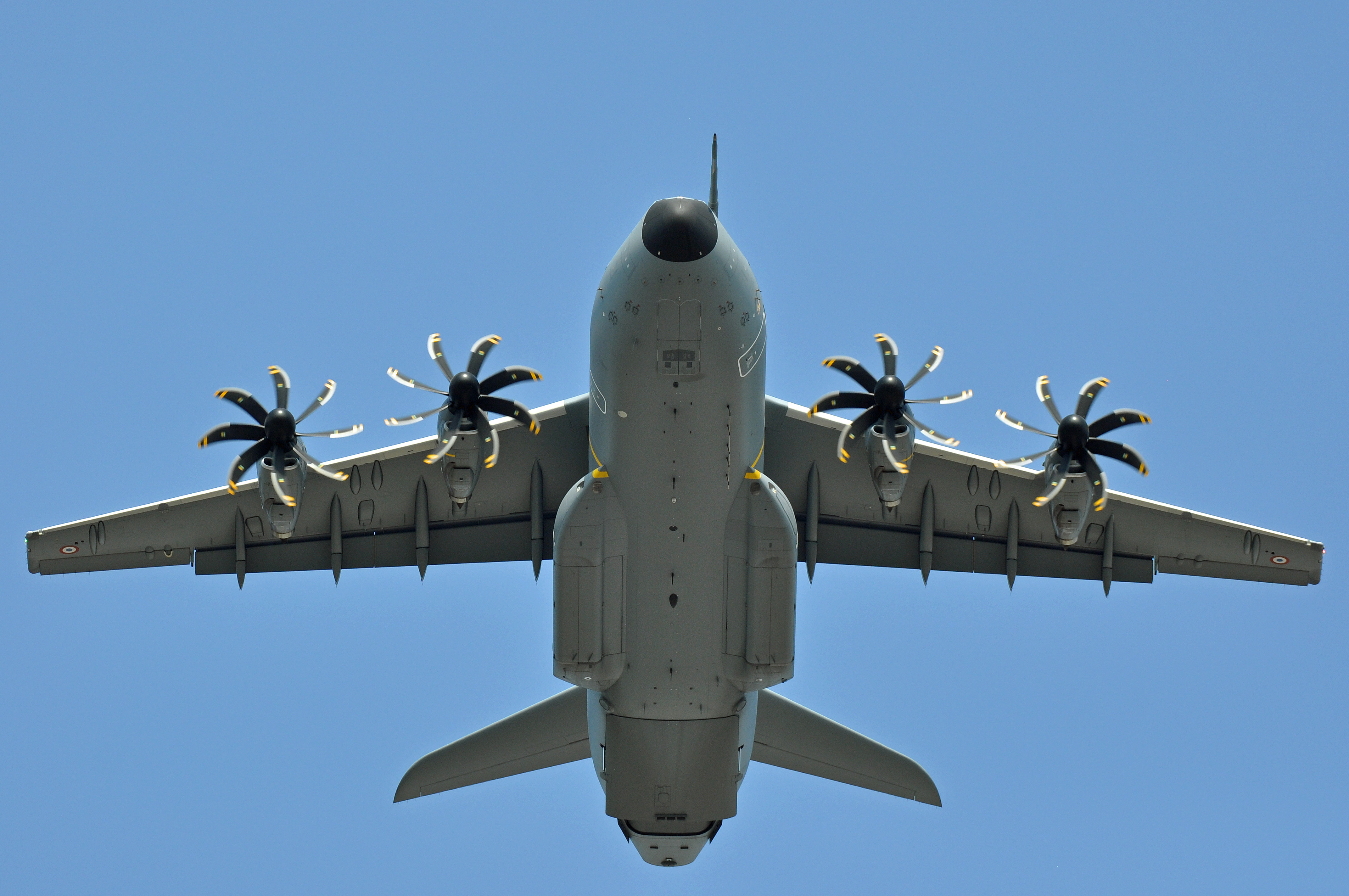
Avion de transport militaire polyvalent A400M Atlas.
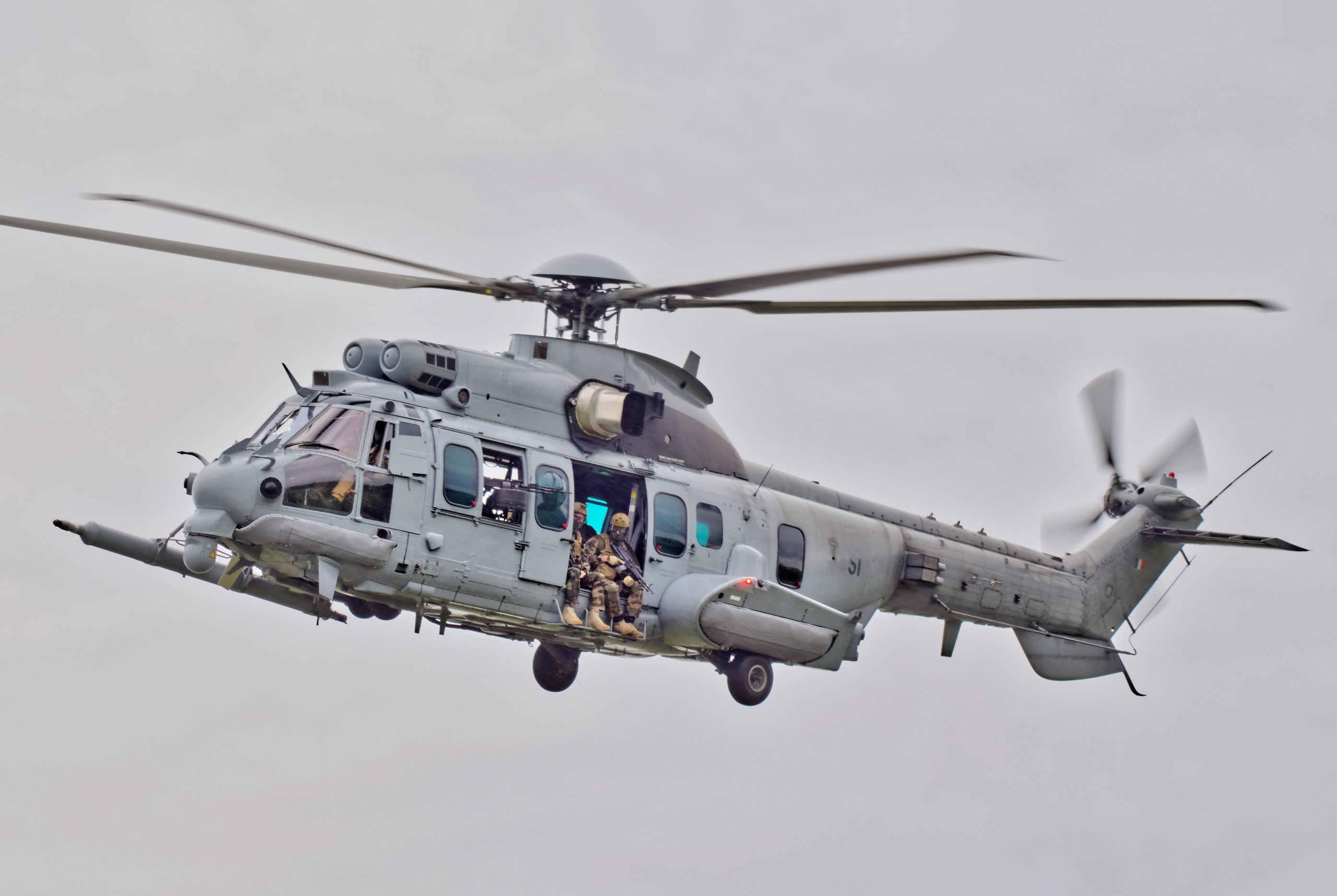
EC 725 Caracal, hélicoptère de transport militaire.
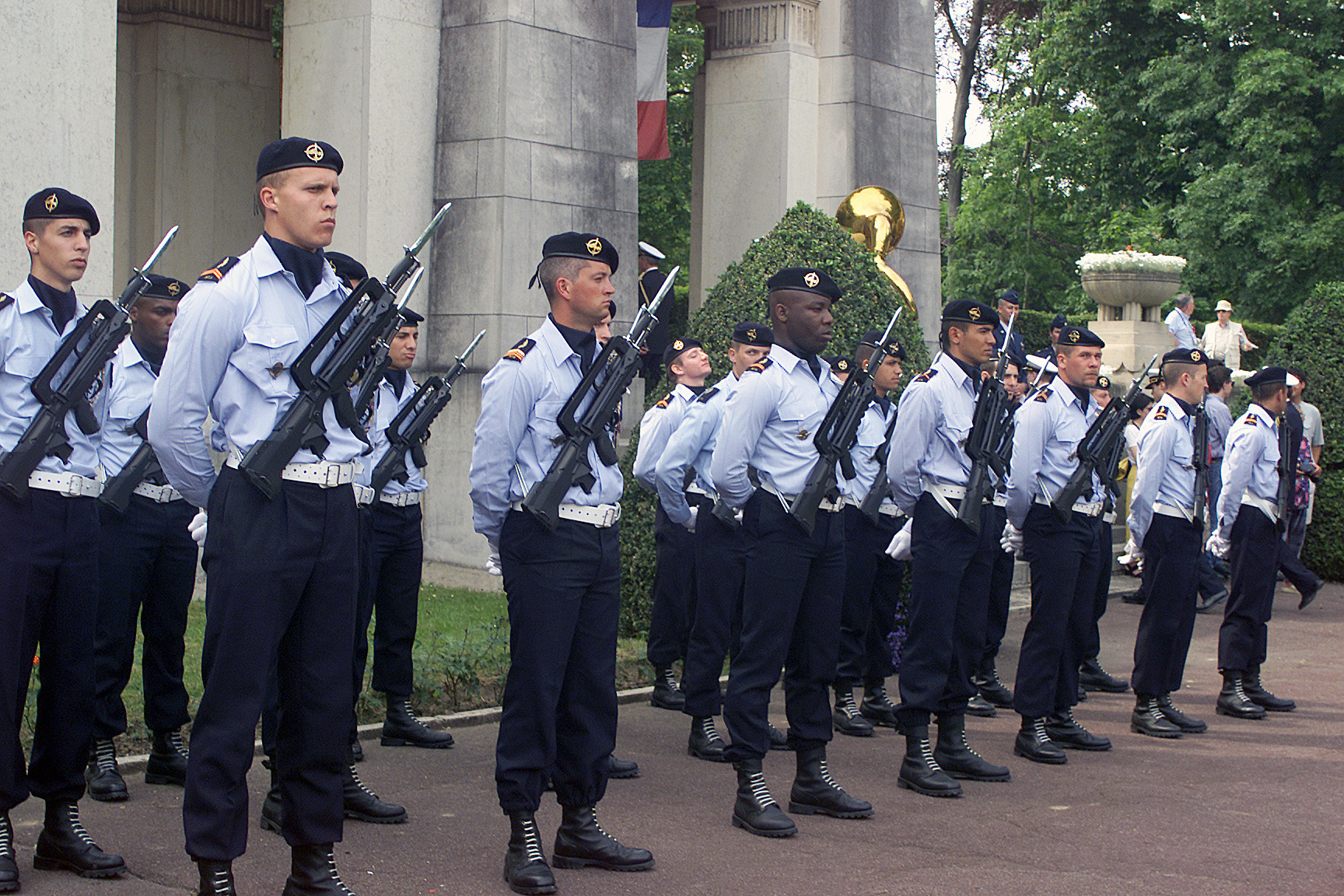
Commando parachutiste de l'air no 20.
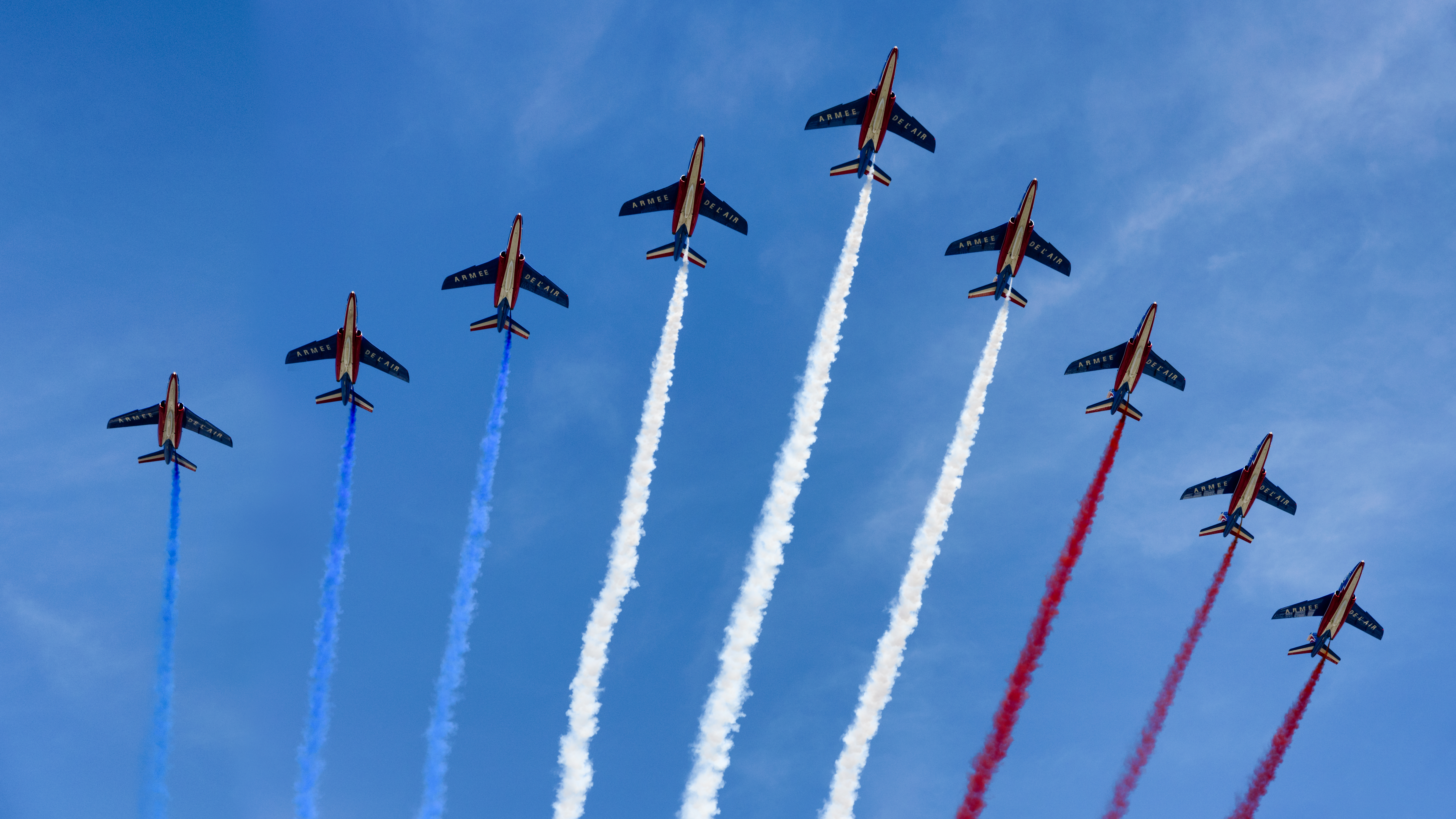
Vol en formation de la Patrouille de France.

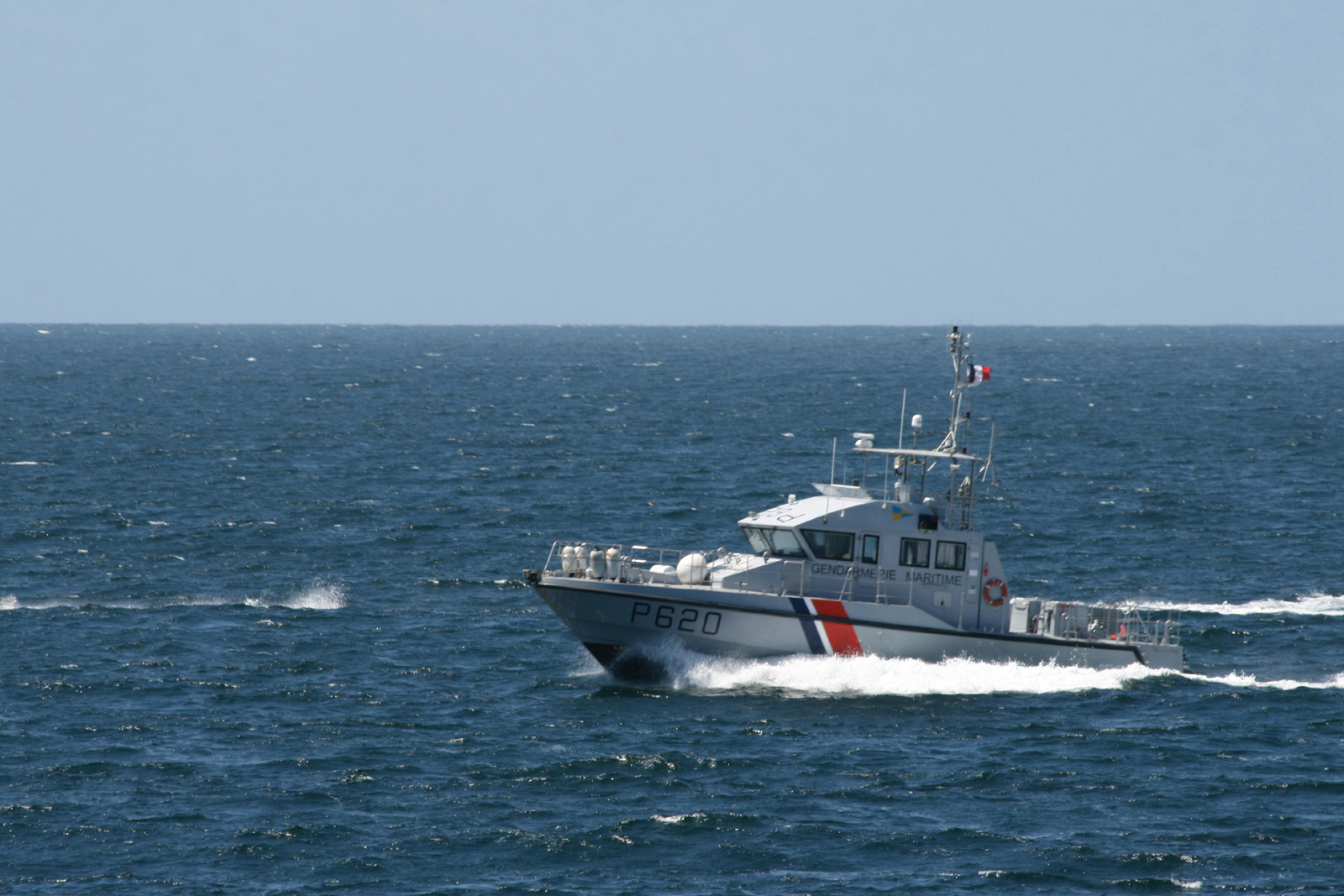
La vedette côtière de surveillance maritime Sèvre (P620).
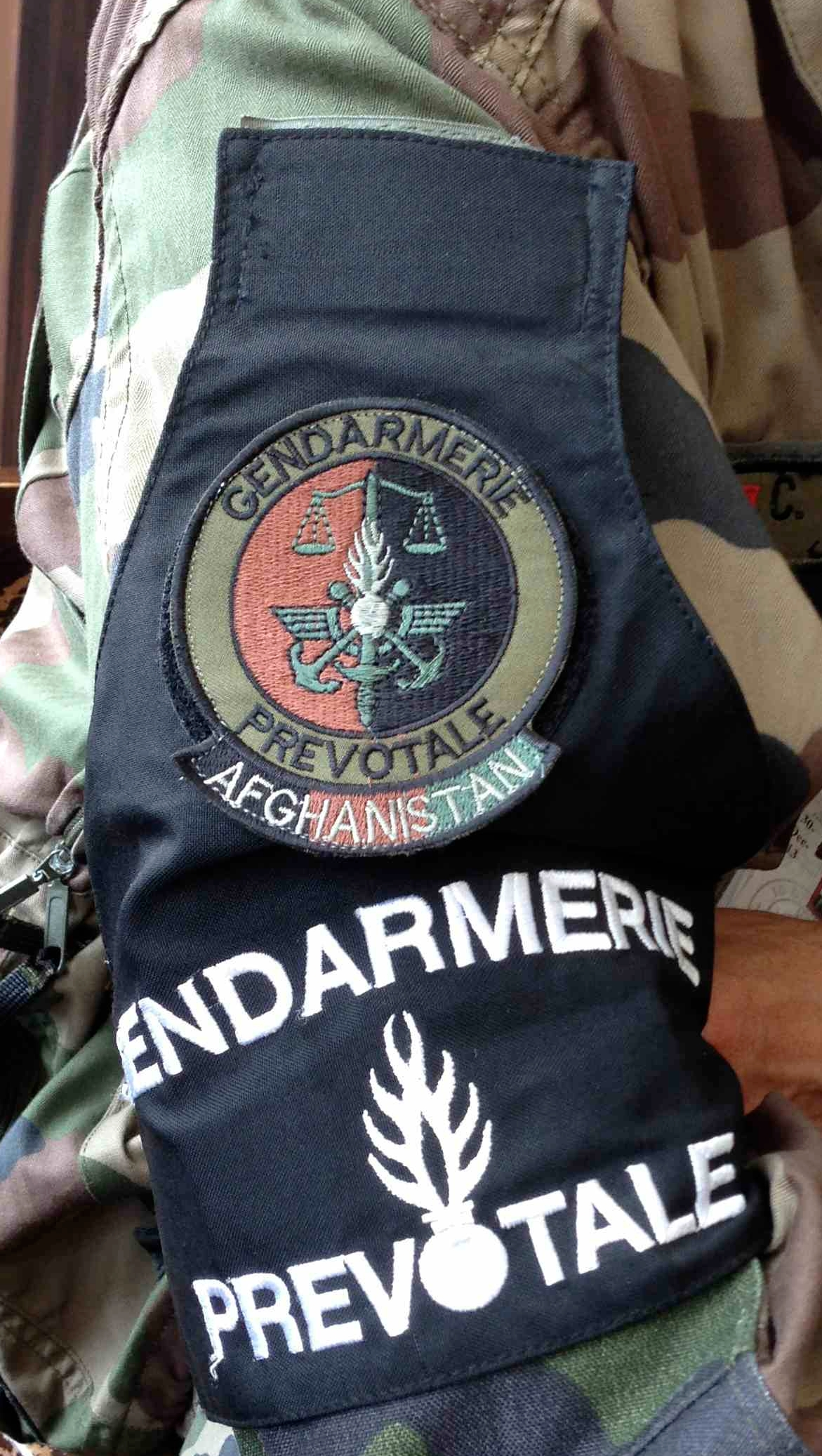
Brassard porté par les prévôts en Afghanistan.
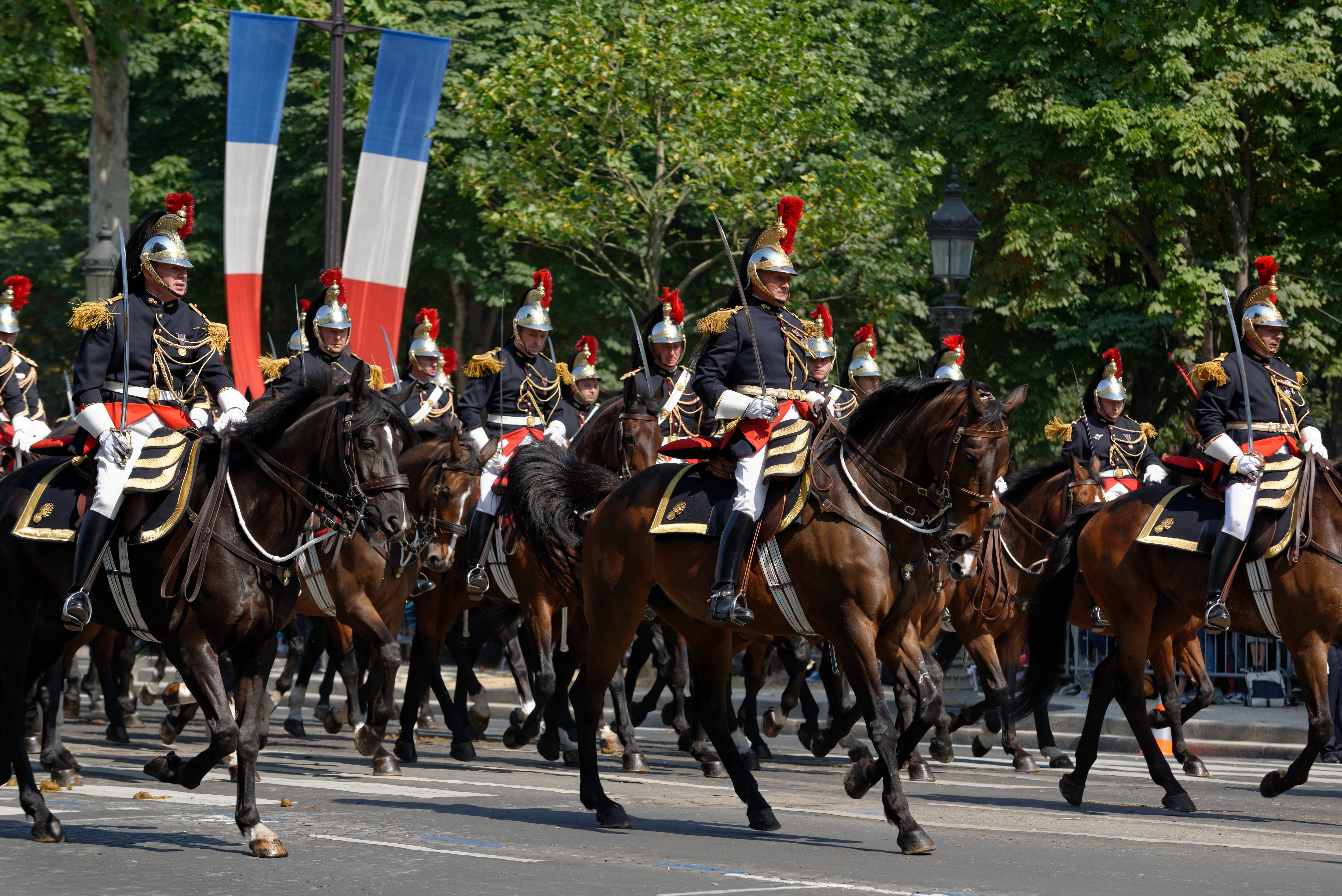
Escadron de cavalerie de la Garde républicaine.
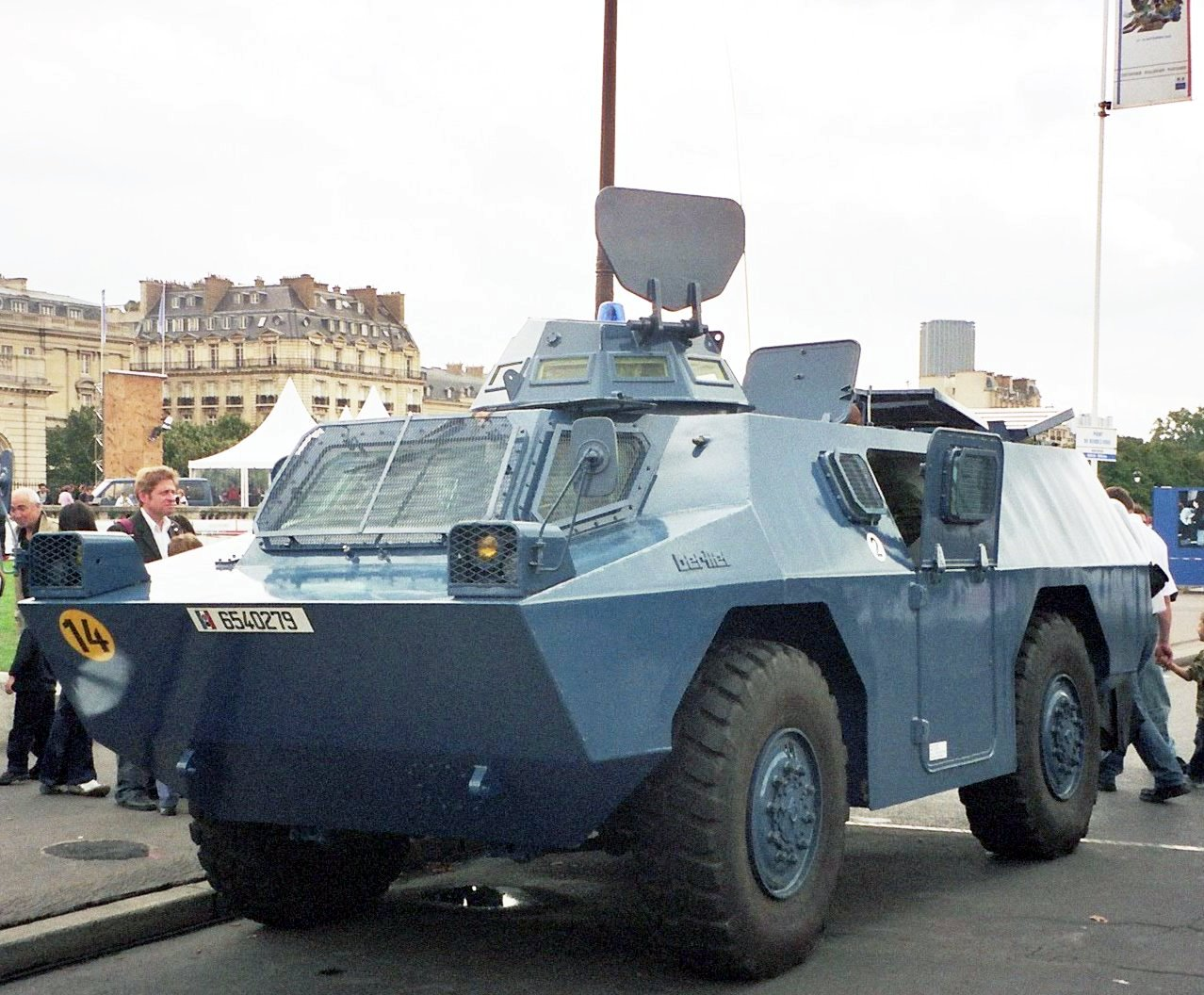
Véhicule blindé à roues de la Gendarmerie mobile.
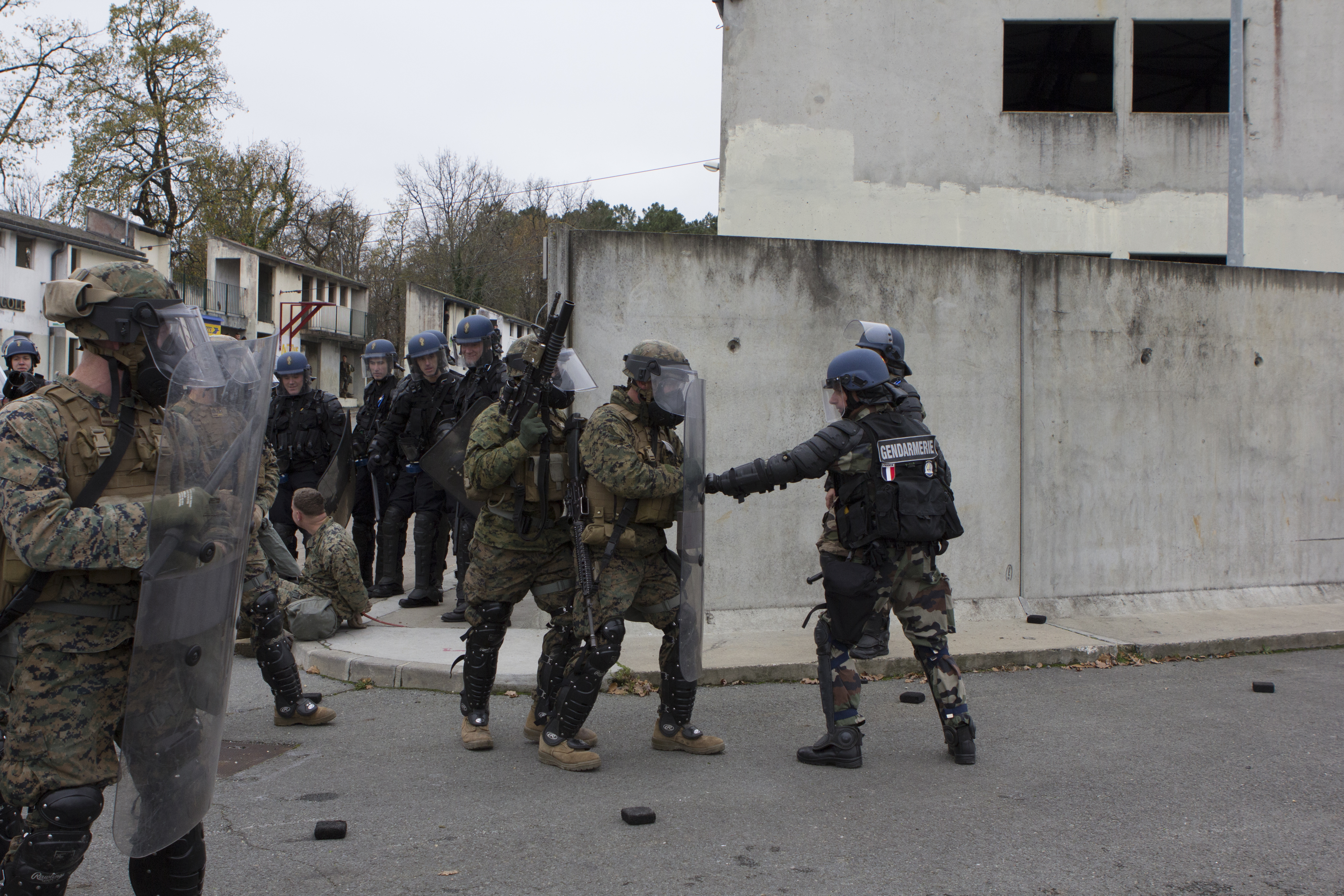
Gendarmes mobiles et Marines américains lors d'un exercice à Saint-Astier en décembre 2014.
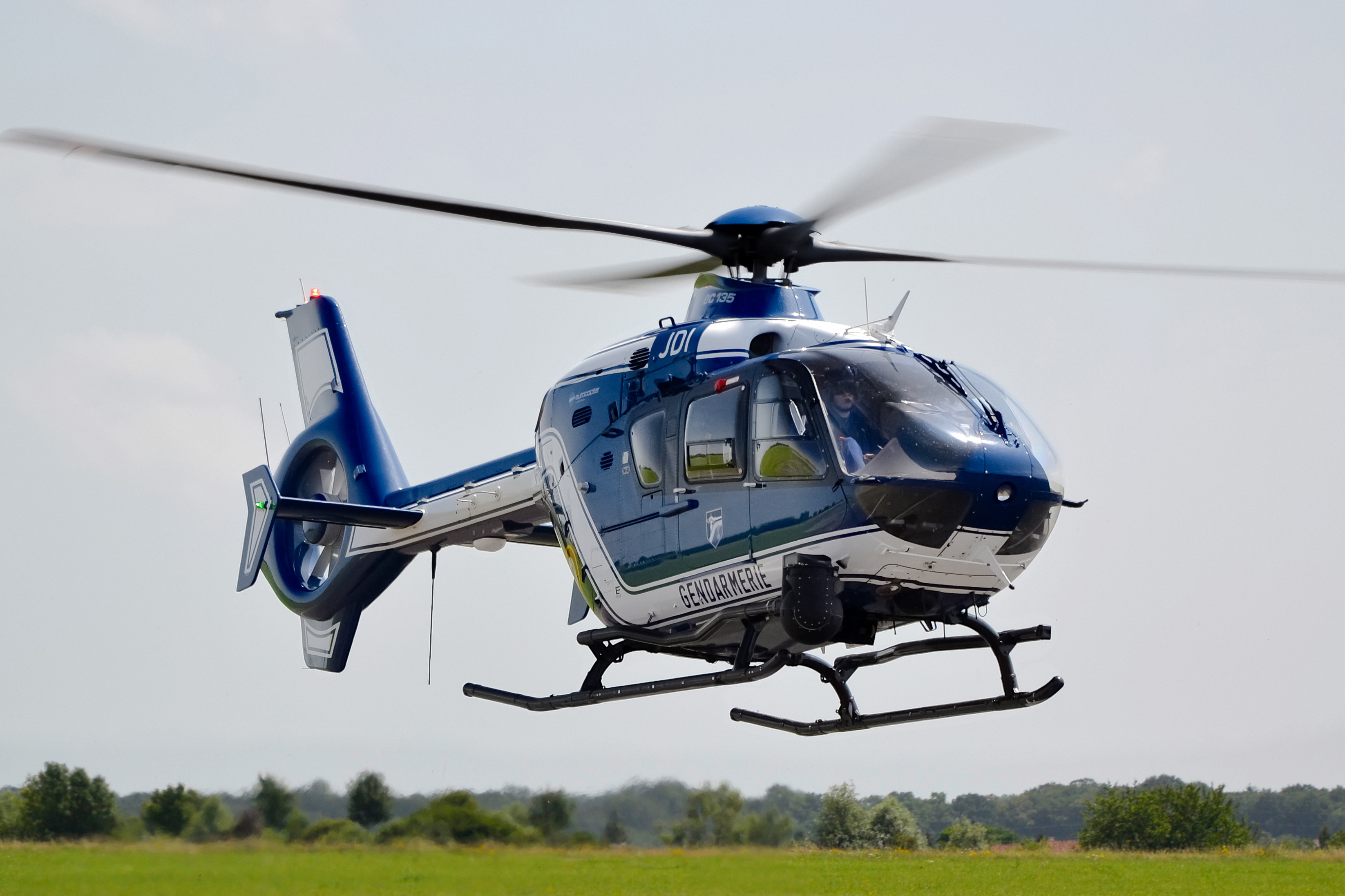
Hélicoptère EC-135 utilisé par les sections aériennes de la Gendarmerie.
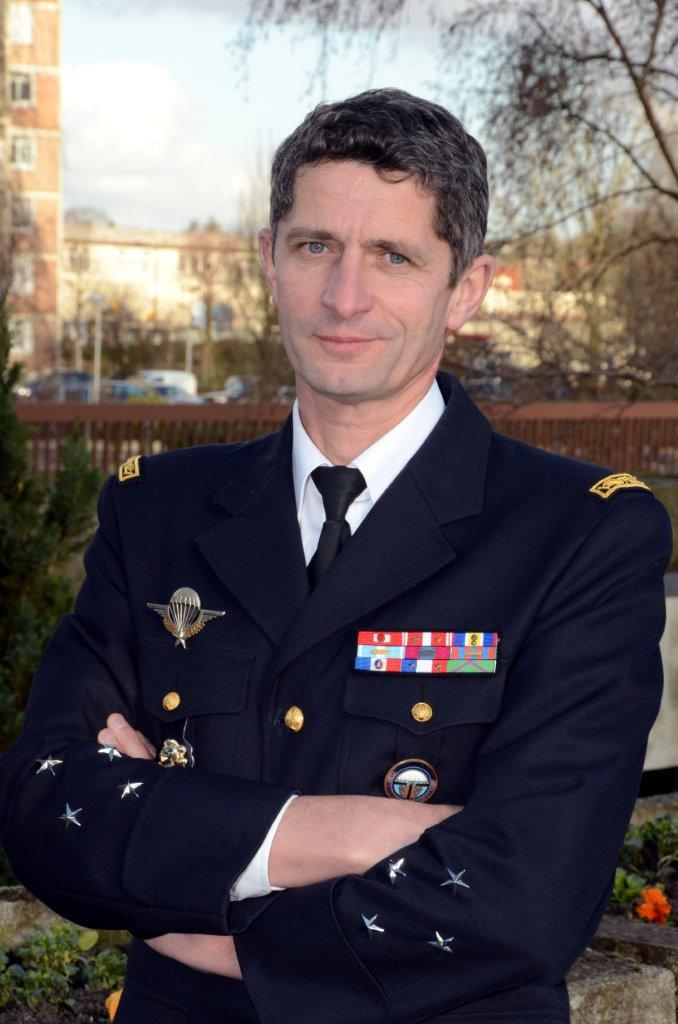
Général Favier, ancien Directeur général de la Gendarmerie Nationale (2013-2016).